# Список персонажей телесериала «Сорвиголова»

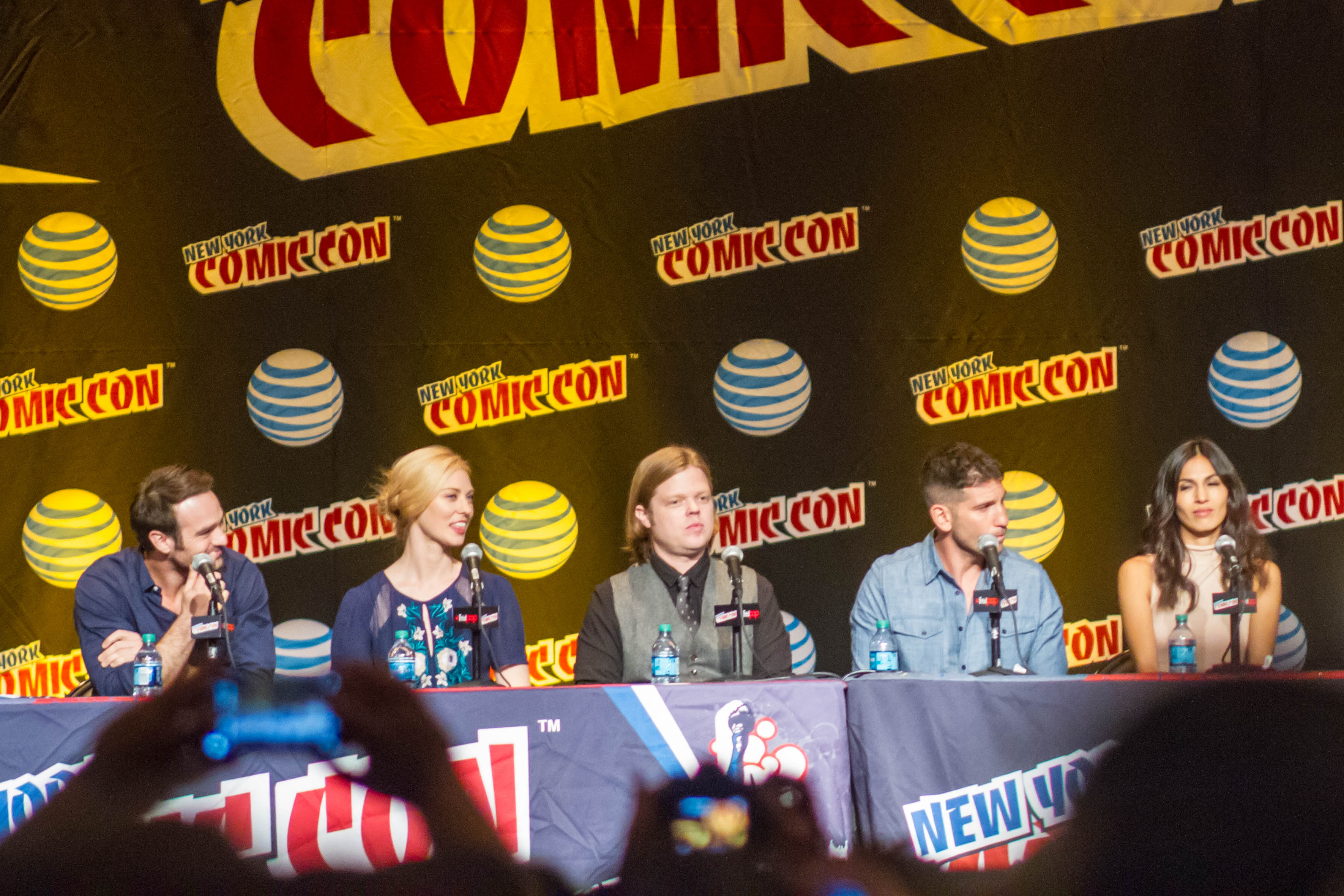
Основные члены актёрского состава (л-п) Кокс, Уолл, Хенсон, Бернтал и Юнг на New York Comic Con в 2015 году.

«Сорвиголова» — американский интернет-сериал, созданный для Netflix Дрю Годдардом на основе одноимённого персонажа Marvel Comics. Действие происходит в Кинематографической вселенной Marvel (КВМ), разделяя непрерывность с фильмами франшизы, и он является первым в серии шоу, которые ведут к сериалу-кроссоверу «Защитники». В сериале снимаются Чарли Кокс в роли Мэтта Мёрдока / Сорвиголовы, а также Дебора Энн Уолл, Элден Хенсон, Розарио Доусон и Винсент Д’Онофрио. Тоби Леонард Мур, Вонди Кёртис-Холл, Боб Гантон и Айелет Зорер присоединяются к ним в первом сезоне, в то время как Джон Бернтал, Элоди Юнг и Стивен Райдер присоединяются к ним во втором; Джоанн Уолли, Джей Али и Уилсон Бетел присоединяются к третьему сезону. В дополнение к оригинальным персонажам, несколько других персонажей, основанных на различных работах Marvel, также появляются на протяжении всего сериала.

## Участие
| Персонаж                     | Актёр                | Появления               | Появления          | Появления          | Появления          |
| Персонаж                     | Актёр                | Первый эпизод           | Сезон 1            | Сезон 2            | Сезон 3            |
| Основные персонажи           | Основные персонажи   | Основные персонажи      | Основные персонажи | Основные персонажи | Основные персонажи |
| ---------------------------- | -------------------- | ----------------------- | ------------------ | ------------------ | ------------------ |
| Мэтт Мёрдок Сорвиголова      | Чарли Кокс           | «На ринге»              | Постоянно          | Постоянно          | Постоянно          |
| Карен Пейдж                  | Дебора Энн Уолл      | «На ринге»              | Постоянно          | Постоянно          | Постоянно          |
| Фогги Нельсон                | Элден Хенсон         | «На ринге»              | Постоянно          | Постоянно          | Постоянно          |
| Джеймс Уэсли                 | Тоби Леонард Мур     | «На ринге»              | Постоянно          | Does not appear    | Does not appear    |
| Лиланд Оулсли                | Боб Гантон           | «На ринге»              | Постоянно          | Does not appear    | Does not appear    |
| Уилсон Фиск Кингпин          | Винсент Д’Онофрио    | «На ринге»              | Постоянно          | Постоянно          | Постоянно          |
| Клэр Темпл                   | Розарио Доусон       | «Истерзанный»           | Постоянно          | Постоянно          | Does not appear    |
| Ванесса Марианна-Фиск        | Айелет Зорер         | «Кролик в снежной буре» | Постоянно          | Does not appear    | Гость              |
| Бен Урих                     | Вонди Кёртис-Холл    | «Кролик в снежной буре» | Постоянно          | Does not appear    | Does not appear    |
| Фрэнк Касл Каратель          | Джон Бернтал         | «Бах»                   | Does not appear    | Постоянно          | Does not appear    |
| Блейк Тауэр                  | Стивен Райдер        | «Псы на перестрелке»    | Does not appear    | Постоянно          | Постоянно          |
| Электра Начиос               | Элоди Юнг            | «Вот и кончилась игра»  | Does not appear    | Постоянно          | Does not appear    |
| Мэгги Грейс                  | Джоанн Уолли         | «Воскрешение»           | Does not appear    | Does not appear    | Постоянно          |
| Рэй Надим                    | Джей Али             | «Воскрешение»           | Does not appear    | Does not appear    | Постоянно          |
| Бенджамин «Декс» Пойндекстер | Уилсон Бетел         | «Пожалуйста»            | Does not appear    | Does not appear    | Постоянно          |
| Второстепенные персонажи     |                      |                         |                    |                    |                    |
| Пол Лэнтом                   | Питер Макробби       | «На ринге»              | Периодически       | Гость              | Повторяющийся      |
| Тёрк Барретт                 | Роб Морган           | «На ринге»              | Повторяющийся      | Гость              | Does not appear    |
| Бретт Махони                 | Ройс Джонсон         | «На ринге»              | Повторяющийся      | Повторяющийся      | Повторяющийся      |
| Карл Хоффман                 | Дэрил Эдвардс        | «На ринге»              | Повторяющийся      | Does not appear    | Does not appear    |
| Кристиан Блейк               | Крис Тардио          | «На ринге»              | Повторяющийся      | Does not appear    | Does not appear    |
| Гао                          | Вай Чин Хо           | «На ринге»              | Повторяющаяся      | Гость              | Does not appear    |
| Нобу Йошиока                 | Питер Синкода        | «На ринге»              | Повторяющийся      | Повторяющийся      | Does not appear    |
| Владимир Ранскахов           | Николай Николаефф    | «На ринге»              | Повторяющийся      | Does not appear    | Does not appear    |
| Джози                        | Сьюзан Варон         | «Истерзанный»           | Повторяющаяся      | Повторяющаяся      | Does not appear    |
| Дорис Урих                   | Адриан Ленокс        | «Кролик в снежной буре» | Повторяющаяся      | Does not appear    | Does not appear    |
| Митчелл Эллисон              | Джеффри Кантор       | «Кролик в снежной буре» | Повторяющийся      | Повторяющийся      | Повторяющийся      |
| Ширли Бенсон                 | Сюзанн Х. Смарт      | «Кролик в снежной буре» | Гость              | Гость              | Does not appear    |
| Елена Карденас               | Джудит Дельгадо      | «Мир в огне»            | Повторяющаяся      | Does not appear    | Does not appear    |
| Марси Стал                   | Эми Рутберг          | «Мир в огне»            | Повторяющаяся      | Гость              | Повторяющаяся      |
| Стик                         | Скотт Гленн          | «Стик»                  | Гость              | Повторяющийся      | Does not appear    |
| Фрэнсис                      | Том Уокер            | «Тени на стекле»        | Повторяющийся      | Does not appear    | Does not appear    |
| Мелвин Поттер                | Мэтт Джеральд        | «Тени на стекле»        | Гость              | Гость              | Гость              |
| Саманта Рейес                | Мишель Хёрд          | «Псы на перестрелке»    | Does not appear    | Повторяющаяся      | Does not appear    |
| Луиза Дельгадо               | Мэрилин Торрес       | «Полицейские Нью-Йорка» | Does not appear    | Повторяющаяся      | Does not appear    |
| Хироти                       | Рон Накахара         | «Кинбаку»               | Does not appear    | Повторяющийся      | Does not appear    |
| Стэн Гибсон                  | Джон Пиркис          | «Кинбаку»               | Does not appear    | Повторяющийся      | Does not appear    |
| Бенджамин Донован            | Дэнни Джонсон        | «Семь минут в раю»      | Does not appear    | Гость              | Повторяющийся      |
| Николас Ли                   | Стивен Роу           | «Воскрешение»           | Does not appear    | Does not appear    | Повторяющийся      |
| Тэмми Хэттли                 | Кейт Юдолл           | «Воскрешение»           | Does not appear    | Does not appear    | Повторяющаяся      |
| Сима Надим                   | Сунита Дешпанде      | «Воскрешение»           | Does not appear    | Does not appear    | Повторяющаяся      |
| Сами Надим                   | Ноа Хак              | «Воскрешение»           | Does not appear    | Does not appear    | Повторяющийся      |
| Уэллерс                      | Мэттью Маккёрди      | «Пожалуйста»            | Does not appear    | Does not appear    | Повторяющийся      |
| Тео Нельсон                  | Питер Хэлпин         | «Пожалуйста»            | Does not appear    | Does not appear    | Повторяющийся      |
| Аринори                      | Дон Кастро           | «Пожалуйста»            | Does not appear    | Does not appear    | Повторяющийся      |
| Джули Барнс                  | Холли Синнамон       | «Никаких добрых дел»    | Does not appear    | Does not appear    | Повторяющаяся      |
| Лим                          | Скотт Кроу           | «Никаких добрых дел»    | Does not appear    | Does not appear    | Повторяющийся      |
| Дойл                         | Ричард Прайоло       | «Никаких добрых дел»    | Does not appear    | Does not appear    | Повторяющийся      |
| Джонсон                      | Дэвид Энтони Бульоне | «Никаких добрых дел»    | Does not appear    | Does not appear    | Повторяющийся      |
| О’Коннор                     | Сэм Слейтер          | «Никаких добрых дел»    | Does not appear    | Does not appear    | Повторяющийся      |
| Уинн                         | Эндрю Сенсениг       | «Исподтишка»            | Does not appear    | Does not appear    | Повторяющийся      |
| Феликс Мэннинг               | Джо Джонс            | «Идеальная игра»        | Does not appear    | Does not appear    | Повторяющийся      |
| Миссис Шелби                 | Келли Макэндрю       | «Последствия»           | Does not appear    | Does not appear    | Повторяющаяся      |

1. ↑  За своё первое появление во втором сезоне в конце эпизода «Виновен на все сто» Д’Онофрио был отмечен как «Специальная приглашённая звезда» в финальных титрах, хотя последующие появления в сезоне он был указан среди основного актёрского состава.

## Главные герои

### Мэтт Мёрдок / Сорвиголова

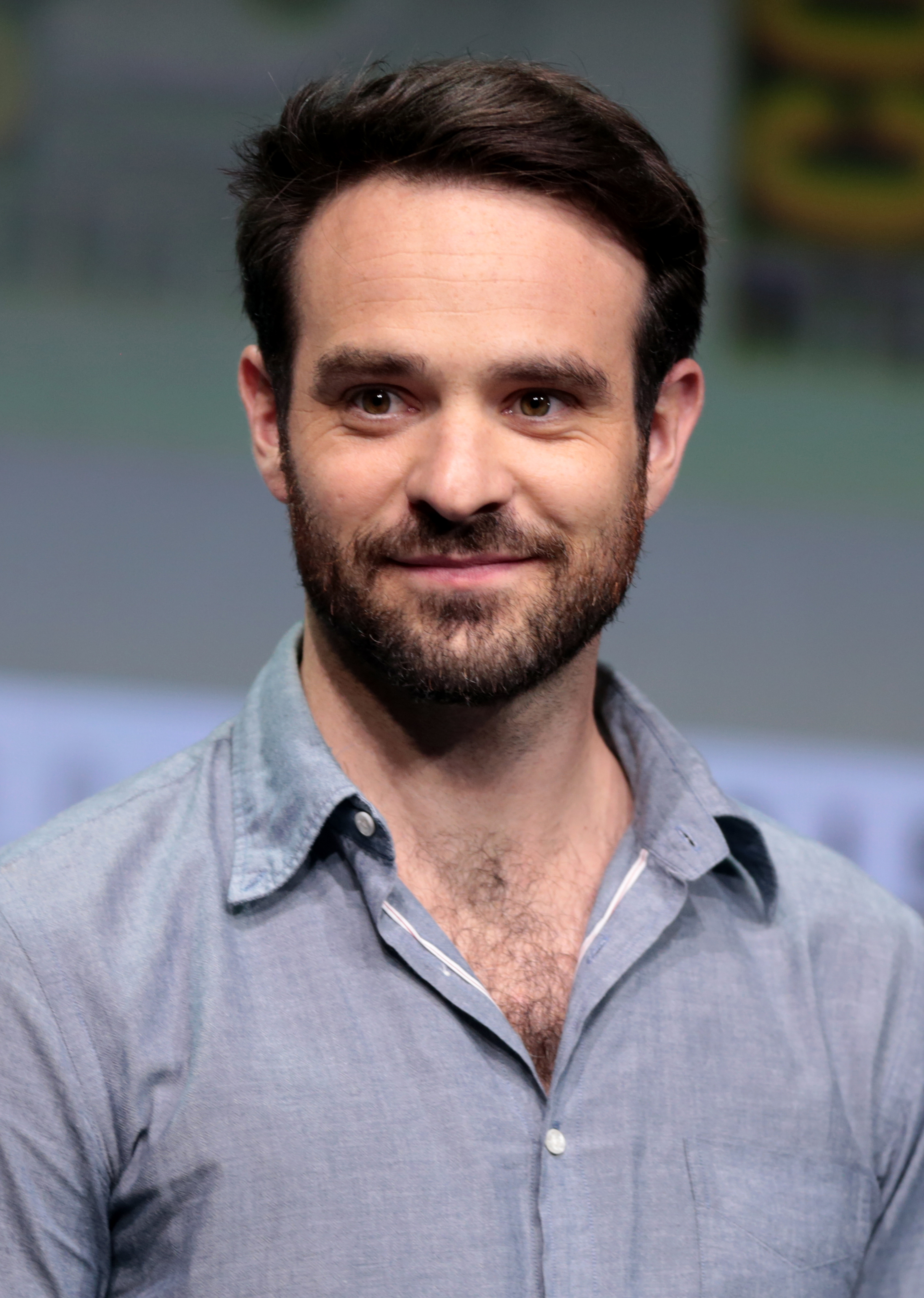
Чарли Кокс

Мэттью «Мэтт» Мёрдок (актёр — Чарли Кокс) в детстве ослеп в автомобильной аварии, что обострило его другие чувства. К нему приближается пожилой и слепой ниндзя Стик, и Мёрдок тренируется, чтобы отточить свои чувства, чтобы он мог «видеть», используя их, а также изучает боевые искусства, а Стик хочет солдата для своей тайной войны. Стик покидает Мёрдока, когда понимает, что мальчику нужен отец, и Мёрдок в конце концов поступает на юридический факультет Колумбийского университета. Познакомившись с Фогги Нельсоном, они вдвоём заканчивают школу и стажируются в юридической фирме «Landman & Zack», но Мёрдоку становится не по себе из-за отсутствия морали в фирме, как раз в тот момент, когда он начинает проявлять бдительность против тех, кого, как он знает, закон не может преследовать в судебном порядке. Мёрдок и Нельсон решают основать собственную юридическую фирму, и через своего первого клиента, Карен Пейдж, оказываются втянутыми в политику Адской кухни после Инцидента. Мёрдоку и его союзникам удаётся свергнуть криминального авторитета Уилсона Фиска, используя закон, и когда Фиск сбегает из-под стражи, Мёрдок побеждает его как линчеватель, которого СМИ окрестили «Сорвиголовой».
В конце мая 2014 года Кокс был выбран на роль Мёрдока. Идея пригласить Кокса на роль Сорвиголовы пришла от креативного директора Marvel Джо Кесады в 2012 году, до того, как Marvel Studios получила права на персонажа от 20th Century Fox. Кокс захотел участвовать в сериале после прочтения первых двух сценариев к сериалу, сказав своему агенту «Это два лучших телевизионных сценария, которые я когда-либо читал». Шоураннер первого сезона Стивен ДеНайт заявил, что «Он не супер силён. Он не неуязвим. Во всех отношениях он человек, который просто довёл себя до предела, у него просто чувства лучше, чем у обычного человека. Он человек». О «серой» морали персонажа он сказал: «Днём он юрист, и он дал эту клятву. Но каждую ночь он нарушает эту клятву, выходит на улицу и совершает очень жестокие поступки. Мне действительно понравились ущербные герои, человеческие герои.» Католицизм персонажа играет большую роль в сериале, а ДеНайт назвал его «одним из самых, если не самым, религиозных персонажей во Вселенной Marvel». Кокс, воспитанный католиком, счёл это полезным, сказав: «Ты растёшь, погружённый в это. Если вы находитесь в церкви, стоите перед алтарём, вы как бы автоматически знаете, как реагировать. Всё начинается с того, что ты преклоняешь колени, садишься на скамью. Мне не нужно было притворяться.» О том, как имя Сорвиголова раскрывается в сериале, ДеНайт объяснил, что «Мы говорили о том, не сделать ли нам одну из версий в комиксах, где, когда он был ребёнком, люди дразнили его именем Сорвиголова, но это было не совсем похоже на наш мир. В какой-то момент мы собирались сделать так, чтобы Бен Урих (Вонди Кёртис-Холл) дал ему имя, но время было неподходящим, потому что он в своём черном костюме, а затем получает свой костюм, и это после безвременной кончины Бена. Было что-то технически сложное в том, что кто-то действительно произносил слова: „Эй, ты какой-то Сорвиголова“. Решение состояло в том, чтобы воспроизвести это за кадром, а затем опубликовать в газете, что ему дали это имя Сорвиголова». Скайлар Гертнер играет молодого Мэтта Мёрдока.
Мэтт Мёрдок маскировался ночью. Можно сказать, что он также маскировался днём. Тёмные очки или маска всегда закрывают его глаза. На первый взгляд, эти два вида не имеют ничего общего. Однако учтите, что и то, и другое является «униформой» — практичной, функциональной и защитной. Мэтт сохраняет профессиональную дистанцию, одетый как адвокат. Его форма линчевателя делает почти то же самое, хотя он и в маскировке. Он делает всё возможное, чтобы не связываться с людьми, которым он помогает или которые помогают ему, с ограниченной степенью успеха.
Костюмы Мёрдока различаются больше по текстуре, чем по цвету, с ограниченной палитрой, «Потому что, очевидно, он не может видеть свои цвета, но он должен знать, что все, что он выберет, будет согласовываться друг с другом». Размер Кокса менялся на протяжении всего сериала, поскольку он продолжал тренироваться. Для солнцезащитных очков Мёрдока Маслански работала с мастером реквизита сериала Майклом Йортнером, чтобы создать что-то, что должно было «соответствовать текущей, современной дате, а также отдавать дань уважения тому, что было знакомо фанатам». Для того, чтобы Кокс мог попробовать, было создано около 100 различных версий реквизита.
Мёрдок начинает сезон в чёрном костюме (который продюсеры называют «нарядом линчевателя»), вдохновлённом тем, который носил персонаж в комиксе Фрэнка Миллера The Man Without Fear, а не в более традиционном красном рогатом костюме. Это было сделано, чтобы подчеркнуть становление Мэтта Мёрдока в роли Сорвиголовы, причём костюм эволюционировал со временем по мере развития персонажа. Кесада концептуализировал внешний вид, основываясь на спецификациях ДеНайта. Маслански отметила, что они хотели, чтобы наряд «выглядел как нечто такое, что Мэтт Мёрдок мог бы собрать сам, что он мог бы либо заказать через Интернет, либо сделать покупки в городе. … Я ходила в армейские/военно-морские магазины. Я заходила в Интернет. Я смотрела на спортивную одежду, компрессионную одежду, военные вещи и строительные материалы .... в итоге у нас был довольно практичный выбор для него. Его рубашки — компрессионные рубашки, а брюки оказались из армейского / военно-морского магазина». Что касается чёрной маски, Маслански отметила, что требовался баланс между эстетикой и безопасностью, и что «Она сделана из хлопчатобумажной сетки. Кучи и кучи её слоёв. Она должна действительно соответствовать его голове, но в то же время он должен был видеть сквозь неё».
О красном костюме, который Мёрдок получает в конце первого сезона, Маслански сказала: «Мы хотели что-то милитаристское и функциональное, но в то же время драматичное и сексуальное», добавив, что это было «сложно» сделать практичным. Чтобы начать процесс создания костюма, Кесада связался с Райаном Майнердингом, художниками по костюмам и командой дизайнеров Marvel Studios, которые все внесли свой вклад в дизайнерские идеи, и в конечном итоге был выбран один от Майнердинга. Кесада, который ранее работал художником над комиксами Daredevil, дал несколько предложений, в том числе использование заклепок и «архитектурных» форм в качестве отсылки к созданию Нью-Йорка. Костюм задуман так, чтобы выглядеть как кевларовый жилет, а чёрные секции — дань уважения панелям комиксов, где художники выделяли определённые области красным цветом, а «более глубокие части» оказывались в тени. Что касается маски, Майнердинг отметил сложность создания всей верхней половины лица, которая должна соответствовать нижней половине лица актёра, «потому что половина его лица должна быть закрыта и иметь своё собственное выражение, а лицо актёра будет делать что-то другое». Что касается дубинок, используемых Сорвиголовой в сериале, которые были разработаны Энди Парком, «В начале процесса обсуждалась, потому что Чарли Кокс [и его дублёр-каскадёр] Крис Брюстер оба правши, возможность ношения кобуры дубинок на правой ноге. Но Сорвиголова носит эти дубинки с левой стороны. Так что, хотя было бы проще разместить кобуру справа, мы все чувствовали, что должны придерживаться классического профиля и держать их слева».
Говоря о том, почему традиционные буквы «DD» не появляются на красном костюме Мёрдока, и о других трудностях с адаптацией костюма для игрового кино, ДеНайт объяснил, что «он получил костюм до того, как получил имя. Мы много говорили о „DD“ на костюме, которые являются одной из наиболее проблемных эмблем в супергероике. Это немного шатко. Его костюм в комиксах очень трудно перенести на экран, особенно в этом приземлённом и суровом мире. Есть некоторые практические трудности. Костюм Сорвиголовы из комиксов, его маска закрывает только половину носа. Она не доходит до самого кончика. Когда мы пытались спроектировать её, мы обнаружили, что если вы не опускаете её полностью, вы можете ясно сказать, что это Чарли. Мало того, что у нас была приостановка веры в то, что никто не узнает „эй, это Мэтт Мёрдок“, у нас также была практическая проблема, заключавшаяся в том, что это становилось почти невозможным, когда дело доходило до смены нашего дублёра. Так что нам пришлось внести эту коррективу».
Был этот выпуск Сорвиголовы, ближе к концу работы [писателя-художника] Фрэнка Миллера.Наш герой сражается с профессиональным убийцей по имени Меченый на проволоке. Плохой парень начинает падать; Сорвиголова ловит его. Он держит его за руку высоко над городом… а потом решает отпустить. Сорвиголова бросает его на смерть — или на то, что он считает его смертью, — потому что он не хочет, чтобы этот парень снова убивал. Я помню, как читал это, когда был ребёнком, и думал: „О боже мой.“ Когда мы начали работать над нашим шоу, эта сцена из комиксов постоянно всплывала в памяти. Мы все думали, что это — герой, который находится в одном плохом дне от того, чтобы навсегда пересечь черту.
Описывая персонажа, Кокс сказал: «Есть так много аспектов. Есть слепота и телесность. Создание шоу — это человеческие эмоции, конфликты и потрясения. Когда встречаешь человека, который днём юрист и верит в закон и справедливость, а ночью человек — это тот, кто берёт закон в свои руки. Он имеет дело с битвами, связанными с этой концепцией.» Подробно рассказывая о трудностях игры персонажа, Кокс сказал: «Я надеваю рубашку, но не могу посмотреть, где находятся пуговицы, потому что Сорвиголова не знал бы, где находятся пуговицы, но я также не могу шарить.» Кокс работал со слепым консультантом Джо Стречеем и постоянно был в понимании того, что делают его глаза, чтобы гарантировать, что они не будут смотреть или реагировать на что-то, чтобы отличаться от слепого человека. Позже Кокс объяснил, что, в отличие от персонажа Marvel Comics, его версия Сорвиголовы не будет «человеком без страха», сказав: «Тот, кто не испытывает страха – буквально не испытывает страха – не так уж интересен. Мне нравится думать об этом так: он человек со страхом, но он ежедневно решает противостоять этому страху и преодолевать его. Так что титул „человек без страха“ — это почти титул, который публика в его мире даёт ему только за то, что он делает. Но внутри себя он временами очень боится. И он находит способ противостоять этим страхам и преодолеть их.» Коксу «пришлось много заниматься в тренажёрном зале», чтобы изменить своё телосложение, чтобы оно соответствовало более мускулистому персонажу, нарисованному в комиксах.
С появлением Электры во втором сезоне Лоуб рассказал о том, как изображение персонажа Элоди Юнг, с которым «вы никогда не знаете, говорит ли вам Электра правду», повлияет на Мёрдока, сказав: «Мэтт, у которого есть такая способность быть человеческим детектором лжи, потому что он эмоционально привязан к ней, это искажает его способность понимать, говорит ли она правду или им манипулируют, или она на самом деле не манипулирует им? Такого рода взаимодействие, и я думаю, что естественные эмоции, которые происходили между Чарли и Элоди, которые мы запечатлели на плёнке, добавили в это много искры.» Кокс назвал отношения Мёрдока с Электрой «супергеройской версией очень токсичных любовных отношений, которые у вас есть в ваши 20 лет, где ты снова и снова отключаешься в течение двух лет, и ты так и не можешь полностью забыть этого человека. Часть тебя всегда с той единственной великой настоящей любовью, которая у тебя была, даже несмотря на то, что она всегда была обречена и никогда не сработает». В преддверии третьего сезона Кокс почувствовал, что после событий «Защитников», где Мёрдок считается мёртвым, это предоставит Мёрдоку «несколько довольно интересных вариантов, когда он вернётся к жизни. Восстановит ли он связь с людьми? Найдёт ли он Фогги и даст ли ему знать, что с ним всё в порядке? Или нет? Я очень взволнован узнать, каким будет его план игры, как только он возьмёт себя в руки». Кокс вновь исполняет свою роль в проектах КВМ производства Marvel Studios, начиная с фильма «Человек-паук: Нет пути домой» (2021).

### Карен Пейдж

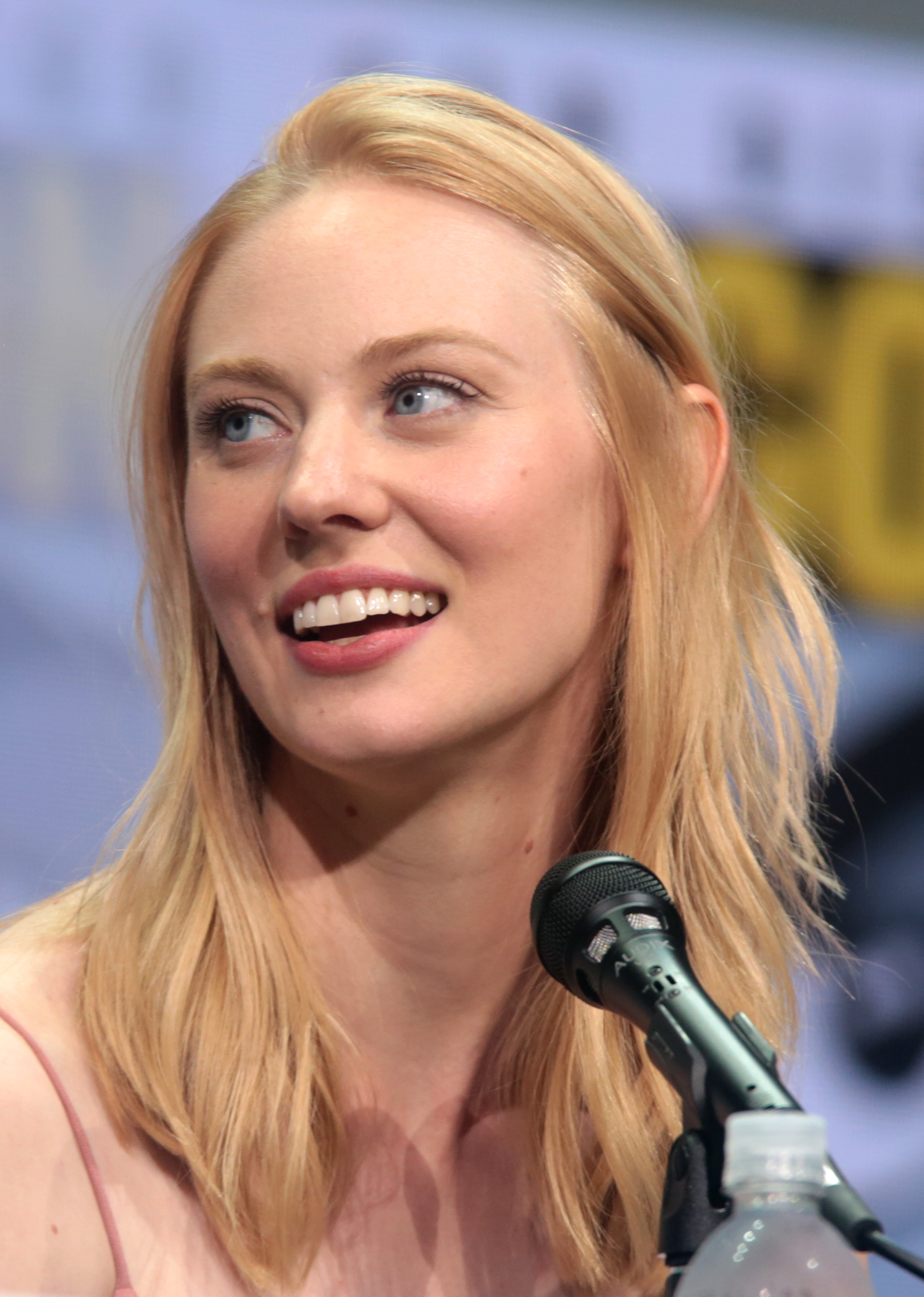
Дебора Энн Уолл

Карен Пейдж (актриса — Дебора Энн Уолл) обнаруживает коррупцию на своём рабочем месте, в Union Allied, и впоследствии обвиняется в убийстве, а затем на неё совершают покушение, причем Мёрдок и Нельсон помогают ей в первом, а линчеватель — во втором. Присоединившись к Мёрдоку и Нельсону, Пейдж полна решимости покончить с коррупцией в Адской кухне и работает с репортером Беном Урихом, чтобы разоблачить Фиска. Когда помощник Фиска Джеймс Уэсли обнаруживает их расследование, которое приводит к любимой матери Фиска, Уэсли похищает Пейдж и пытается шантажировать её. Пейдж убивает Уэсли из его собственного пистолета в целях самообороны и убегает, но становится достаточно травмированной инцидентом, чтобы посочувствовать целям Карателя.
Уолл была выбрана на роль Пейдж в июле 2014 года. О создании персонажа Карен Пейдж, после того, как она сыграла Джессику Хэмби в «Настоящей крови» в 2008-14 годах, Уолл сказала: «Я уже начинаю замечать огромные различия между этими двумя персонажами… Я чувствую, что говорю: „О, если бы это была Джессика, она бы сделала это“, но мне хочется вести себя по-другому. В каком-то смысле это всегда буду я. Я думаю, как актер, это часть дела.» Уолл ранее не читала ни одного комикса о Сорвиголове и обратилась за советом к своему парню, который является «большим поклонником комиксов». Она также добавила, что предыстория Пейдж будет отличаться от истории из комиксов, сказав: «В комиксах Карен вначале очень невинна, а затем, ближе к концу, она действительно развернулась на 180 градусов, у неё много неприятностей, поэтому я хотела найти способ сделать её и тем, и другим одновременно. Может ли она быть действительно замечательным, добрым человеком, которого немного привлекает опасность? Она не просто постоянно попадает в неприятности, потому что „О, глупая женщина!“ Карен на самом деле ищет этого, и она не позволит своему страху помешать ей найти правду.» Уолл не смотрит сериал, что помогло во втором сезоне, когда Пейдж не знала о роли Мёрдока в качестве Сорвиголовы, поскольку она никогда не видела Кокса в роли Сорвиголовы в костюме.
Маслански обратилась к предыстории Пейдж в шоу, когда она создавала костюмы; Пейдж мечтала и фантазировала о жизни в Нью-Йорке, как Кэтрин Хепбёрн и Лорен Бэколл, и одевалась в соответствии с этими мыслями («ретро, узкие юбки, облегающие топы и облегающие платья»). Маслански также сказала, что «Пейдж воплощает невинность и осведомлённость. Мы ссылались на иллюстрации комиксов и обновили их, а затем собрали её гардероб в том же стиле ретро, что и для других персонажей....Её вид внимателен к телу и профессионален».
Объясняя, почему Пейдж не говорит Мёрдоку и Нельсону, что она убила Уэсли, ДеНайт сказал: «В прошлом Карен кое-что произошло — мы намекаем на это, Бен намекает на это — и когда она хватает пистолет, она говорит: „Вы думаете, это первый раз, когда я стреляю кто-нибудь?“ Это секрет из её прошлого, который она не хочет, чтобы кто-нибудь знал. Тот факт, что она выстрелила в него один раз, вы можете объяснить это как самооборону; но потом она в значительной степени разрядила в него пистолет. Это немного переходит черту. Последнее, чего бы она хотела, — это чтобы эти двое пришли в ужас от того, что она сделала.»

### Фогги Нельсон

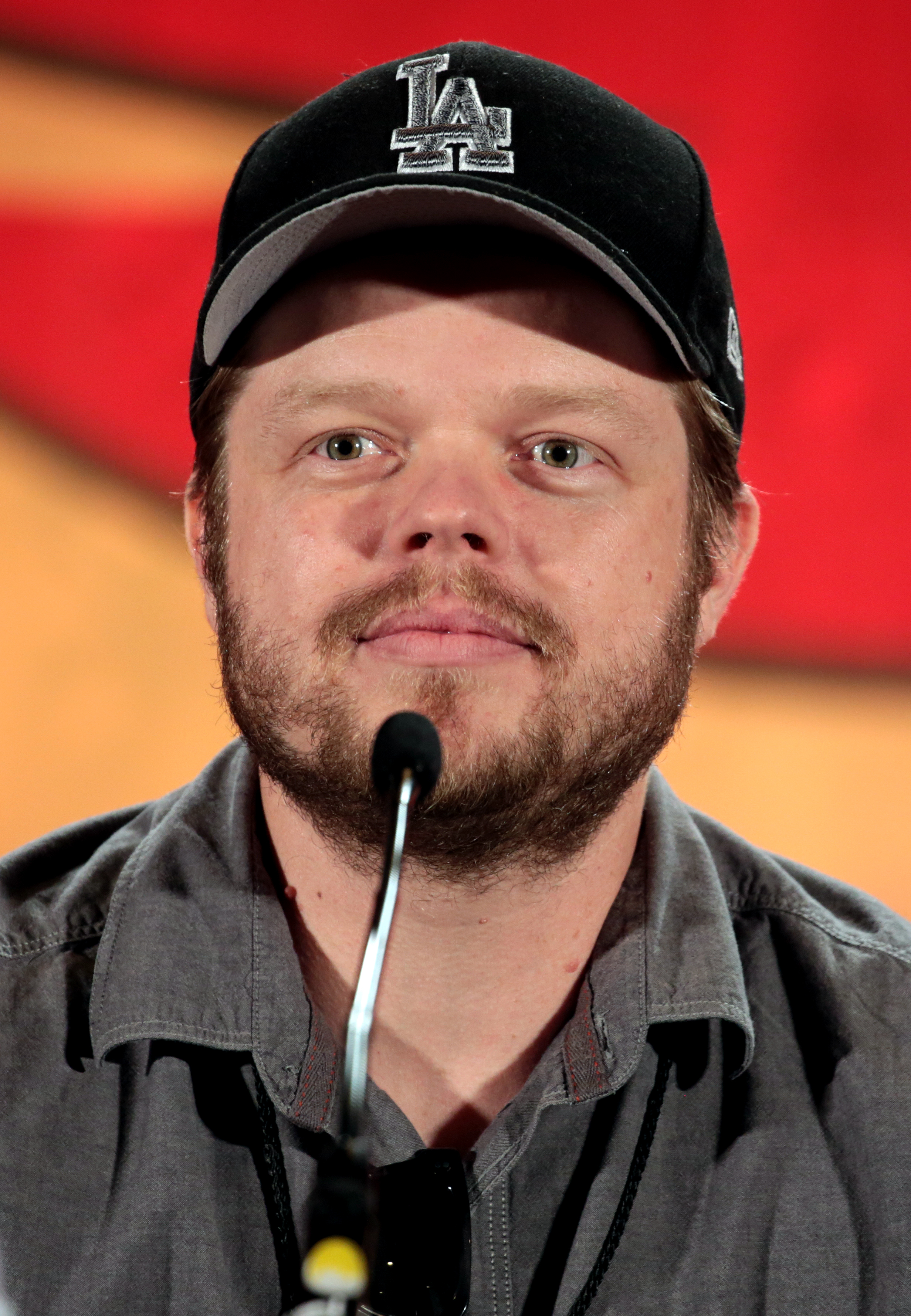
Элден Хенсон

Франклин «Фогги» Перси Нельсон (актёр — Элден Хенсон) познакомился с Мэттом Мёрдоком в юридической школе и стал с ним лучшим другом. После совместной стажировки в «Landman and Zack» Нельсон и Мёрдок основывают собственную юридическую фирму в Адской кухне, где Нельсон хочет бороться за «маленького парня». Его дружба с Мёрдоком ослабевает после того, как он обнаруживает деятельность последнего в качестве линчевателя, но они снова становятся близки после поражения Фиска.
Хенсон присоединился к актёрскому составу в роли Нельсона в июне 2014 года, а в апреле 2015 года он рассказал о своём волнении по поводу роли персонажа в сериале, сказав: «Я был действительно взволнован, когда получал сценарии и читал, что Фогги был не просто бесполезным помощником. Он не просто персонаж комиксов. Я имею в виду, что он и есть кое-что из этого. У него действительно есть комический рельеф, но было интересно узнать, что у этих других персонажей будет свой собственный путь и свои собственные проблемы, с которыми они имеют дело.» Маслански отметила, что «На оригинальных иллюстрациях комиксов Фогги носит галстук-бабочку, а его цветовая палитра живая. Мы обновили его внешний вид, но не отступили от его общего отличительного стиля — причудливого, но не яркого. Он предпочитает тёплые цвета и рубашки с принтом. Его галстуки украшены рисунками животных или предметов. Даже его носки с рисунком и разноцветные. Зрители могут никогда их не увидеть, но актёр видит. У Фогги есть один особый аксессуар, который помогает определить его образ, — винтажный галстук-бабочка с буквой „F“. Мы предполагаем, что это был подарок от его отца».

### Джеймс Уэсли
Джеймс Уэсли (актёр — Тоби Леонард Мур) — правая рука и друг Уилсона Фиска, который выполняет большую часть его практической работы. Узнав, что Пейдж встречалась с любимой матерью Фиска во время расследования дела Фиска, Уэсли противостоит Пейдж в попытке шантажировать её и убит Пейдж из его собственного пистолета в целях самообороны.
Мур был объявлен на роль Уэсли в октябре 2014 года. Мур описал Уэсли как «интересного персонажа для игры, потому что в один момент он может быть невероятно обаятельным, а в следующий — чертовски подлым, манипулятивным и макиавеллистским, но всегда преданным Уилсону Фиску». Говоря об убийстве Уэсли от рук Пейдж и о том, было ли это вызвано небрежностью со стороны первого, ДеНайт сказал: «Это был момент недооценки Карен Пейдж. Мы всегда знали, что он умрёт; в начале сезона было решено, что Карен в какой-то момент убьёт Уэсли, но механика „как“ была сложной. Это не столько момент беспечности, сколько недооценка Карен. Он умирает, потому что Уилсон Фиск беспокоится о нём. Тот момент, когда Фиск звонит ему, — это отвлекающий манёвр на долю секунды, который позволяет Карен схватить пистолет.»

### Бен Урих
Бенджамин «Бен» Урих (актёр — Вонди Кёртис-Холл) — журналист-расследователь «New York Bulletin», борющийся с отсутствием интереса к криминальным сюжетам, которые сделали его успешным в молодости, и со своей больной женой, ради которой он едва может позволить себе оставаться в больнице или переехать в дом престарелых. Он соглашается работать с Пейдж в её расследовании Фиска, но после того, как Фиск узнаёт, что Урих встречался со своей матерью во время расследования его дела, он врывается в квартиру Уриха и душит его до смерти.
Кёртис-Холл присоединился к сериалу в роли Уриха в октябре 2014 года. Решение убить Уриха, культового персонажа комиксов, было принято Marvel до того, как ДеНайт присоединился к шоу. Он объяснил, что Marvel «действительно хотели показать это ближе к концу сезона, потому что мы знали, что получим некоторое сочувствие к Фиску, чтобы он сделал что-то действительно ужасное, что подтолкнуло бы Мэтта к финальному эндшпилю в противостоянии с Фиском. И чтобы зрители знали, что перчатки были сняты: только потому, что он был любимым персонажем комиксов, это не значит, что он в безопасности....Уриха убивают, потому что он совершил непростительный грех, по мнению Фиска: он пошёл к матери Фиска. Последнее, что вы хотите делать с Фиском, — это вообще вовлекать, оскорблять, втаптывать в грязь женщин в его жизни, которых он любит. Это станет для него серьёзным триггером».

### Лиланд Оулсли
Лиланд Оулсли (актёр — Боб Гантон) — бухгалтер, который работает на Фиска, а также контролирует деньги всех союзников Фиска. Оулсли не одобряет отношения Фиска с Ванессой Марианной, и он работает с мадам Гао, чтобы первая была убита в попытке убийства, обставленной как покушение на Фиска. Хотя попытка проваливается, Фиск чрезвычайно разгневан этим событием, и когда он обнаруживает, что Оулсли забирал деньги Фиска для себя, Фиск бросает Оулсли в шахту лифта, убивая его.
Гантон был добавлен в актёрский состав в октябре 2014 года.

### Ванесса Марианна-Фиск

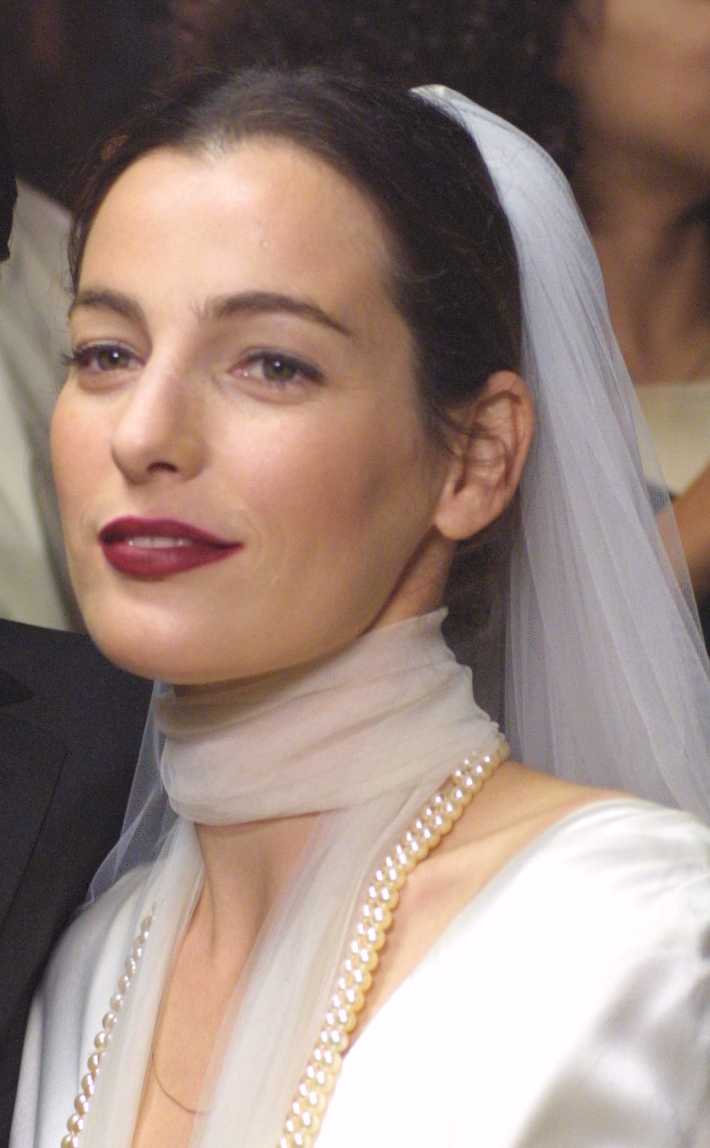
Айелет Зорер

Ванесса Марианна-Фиск (актриса — Айелет Зорер) — куратор художественной галереи, которая привлекает внимание Фиска и одобряет его работу. Сблизившись с Фиском, Марианна помогает ему приехать в Нью-Йорк в качестве, по-видимому, законного бизнесмена, и когда раскрываются истинные дела Фиска, она принимает его предложение руки и сердца. Когда Сорвиголова побеждает Фиска и заключает его в тюрьму, Марианна самостоятельно покидает страну. После того, как Фиск заключает сделку с ФБР, чтобы гарантировать, что Марианну не обвинят в соучастии в его преступлениях, она возвращается в Нью-Йорк и выходит замуж за Фиска.
Зорер присоединилась к актёрскому составу в роли Марианны в октябре 2014 года. Клинический психолог доктор Андреа Летаменди отметила, что Марианна «позволяет нам видеть сострадание Фиска, и это искренне, что он такой любящий, искренний и сострадательный — у него есть это чувство связи с человечеством. Так интересно иметь такую динамику и то, что эта невероятно умная, сильная женщина проявляет это в нём». Маслански обратилась к предыстории Марианны в сериале, где героиня появляется в сериале как таинственная, но гламурная роковая женщина, одевающаяся в дорогую одежду от кутюр; «ей нужно было понравиться [Фиску]. Он бы не пошёл за какой-нибудь цыпочкой в старых джинсах и футболке».

### Клэр Темпл

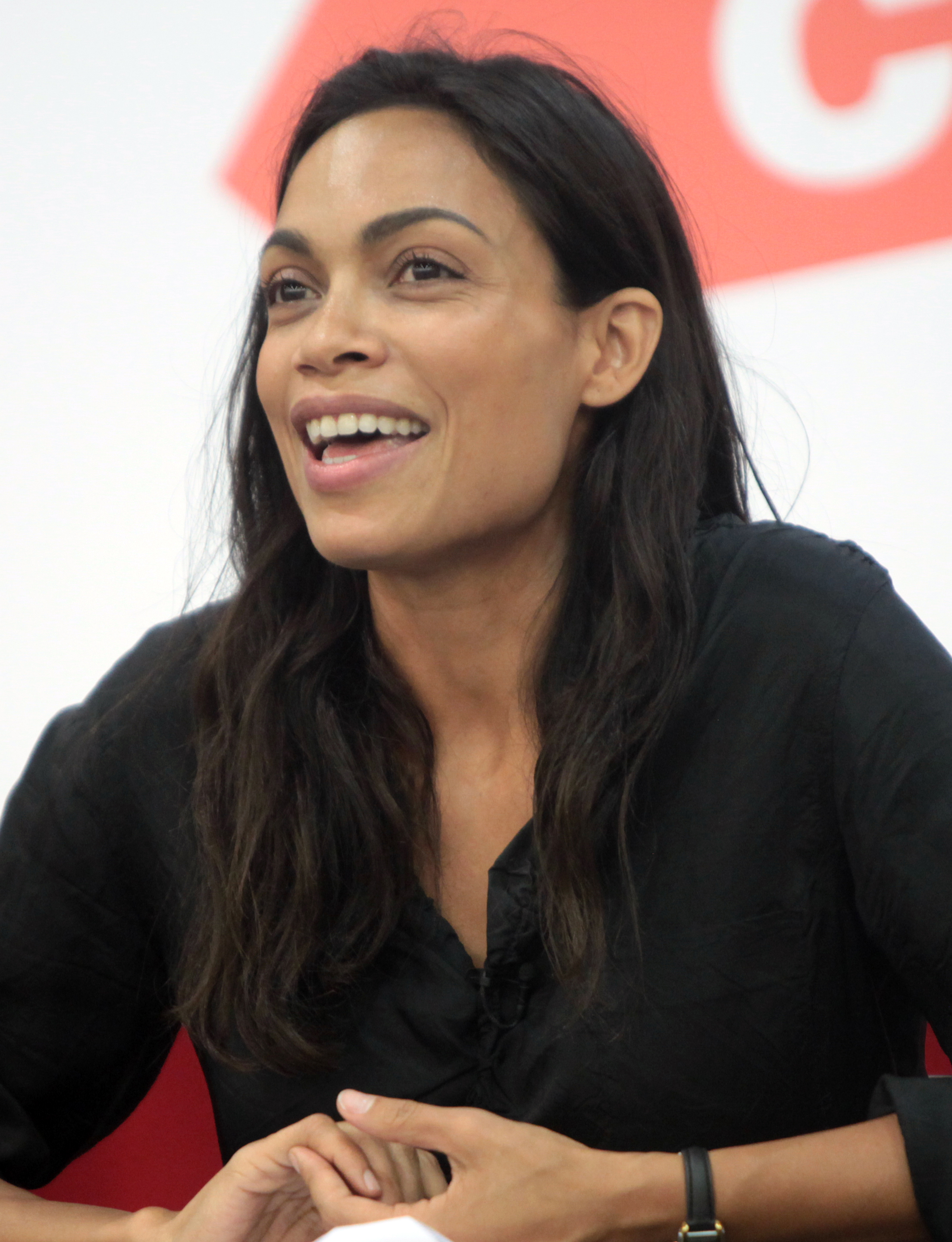
Розарио Доусон

Клэр Темпл (актриса — Розарио Доусон) — медсестра, которая помогает Мёрдоку, когда находит его избитым и раненым, и после того, как он спасает её от некоторых русских, которые используют её, чтобы добраться до него, она становится его доверенным лицом и почти постоянной медсестрой. Они ссорятся, когда Мёрдок объясняет, что отношения между ними не сложатся, но она всё равно помогает ему иногда, когда это необходимо.
Розарио Доусон присоединилась к актёрскому составу в июне 2014 года, и в октябре того же года стало известно, что её роль — Темпл. Персонаж представляет собой смесь Темпл и Ночной медсестры. ДеНайт отметил, что изначально персонаж «должен был стать настоящей Ночной медсестрой из комиксов…у нас было её имя в сценарии, и выяснилось, что, возможно, [художественная сторона] собиралась использовать её» и «у нас были планы на неё в будущем», что вынудило команду использовать более малоизвестного персонажа комиксов Клэр Темпл в качестве её имени. Маслански рассказала, что «образ Клэр Темпл лёгкий и непринуждённый; она излучает неизученную чувственность. Она носит узкие джинсы бойфренда и рубашки, которые скорее облегают тело. Её одежда может указывать на женщину, которая путешествовала или, по крайней мере, интересуется культурами, отличными от её собственной».
Доусон объяснила, что «[её] героиня – нормальный человек, и она становится более героической таким образом, которого она, возможно, не ожидала», и далее заявила, что «Она не любовный интерес - она скептически смотрит на эту странную ситуацию. Она единственная, кто может сказать: „Ты не очень хорош в этом“. Это делает всё более реальным». Говоря об отношениях её персонажа с Мёрдоком, Доусон сказала, что «Шоу исследует, насколько необходимо двум людям наконец-то снять маски друг с другом. Для Мэтта Мёрдока это первый человек, который сможет увидеть этот переход за него. Для неё, она — тот, кто тоже бросается в драку и считает своей жизненной миссией помогать, даже если это означает рисковать собственной жизнью. Но она сталкивается с вопросом: как далеко ты зайдёшь? Что это значит, если вы помогаете кому-то, кто, возможно, собирается причинить вред другим людям?»

### Уилсон Фиск / Кингпин

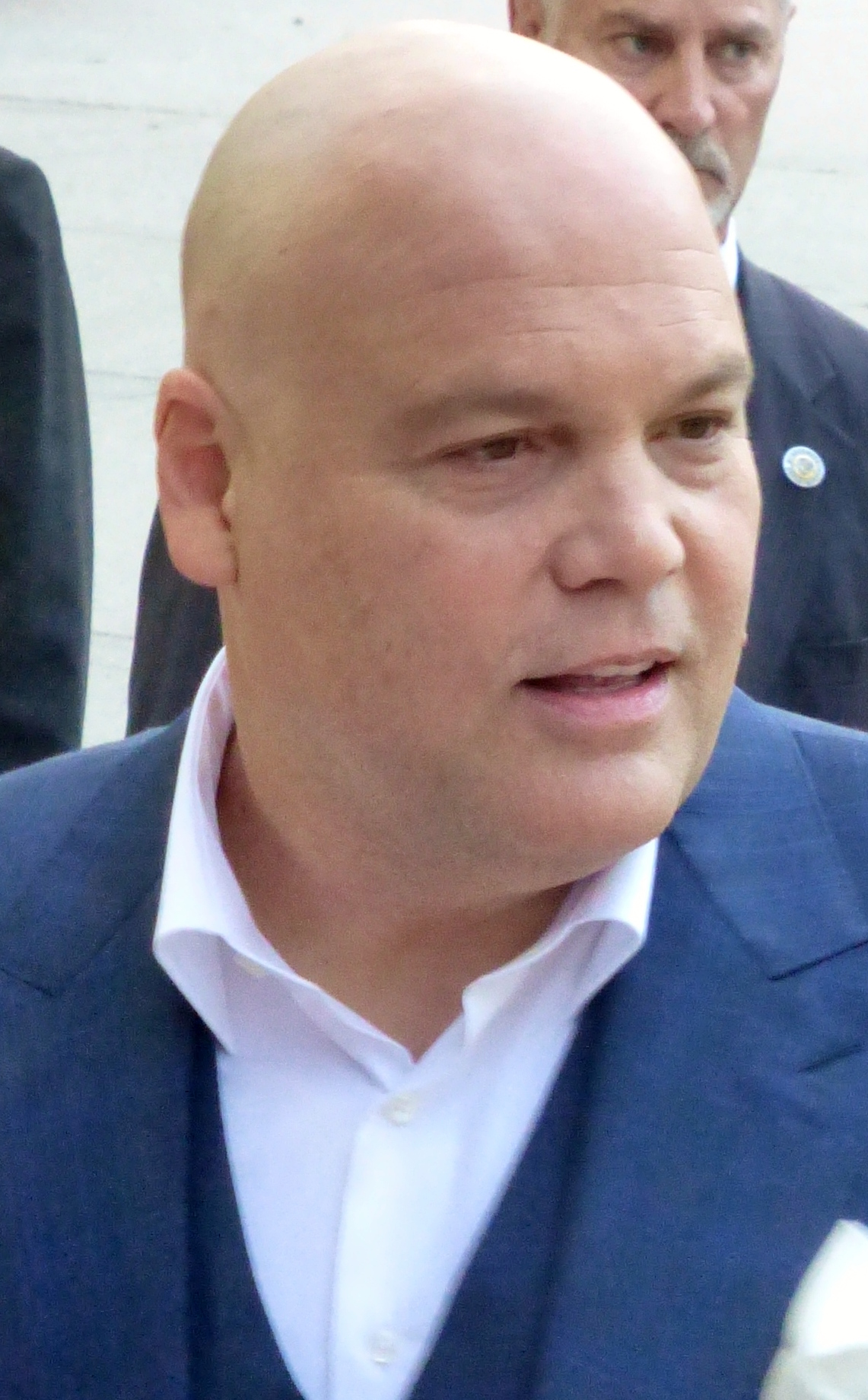
Винсент Д’Онофрио

Уилсон Фиск (актёр — Винсент Д’Онофрио) вместе со своей матерью в детстве подвергался жестокому обращению со стороны отца, пока Уилсон не убил его. Его мать помогла ему скрыть это, и Фиск вырос, желая сделать Адскую кухню лучшим местом, где не было таких людей, как его отец. Он планировал купить весь район, снести его и построить новую и лучшую Адскую кухню. Мёрдок выступал против него и как юрист, и как линчеватель, и он начал терять доверие своих союзников после того, как начал встречаться с Ванессой Марианной. Его дела раскрываются ФБР осведомителем, которого защищал Мёрдок, и когда он пытается сбежать из-под стражи, Мёрдок побеждает его в бою как Сорвиголова и заключает в тюрьму на острове Райкера. Во время своего заключения Уилсон Фиск работает над тем, чтобы получить контроль над заключёнными, пока его навещает его адвокат Бенджамин Донован. Когда Карателя отправляют на остров Райкера, Уилсон Фиск манипулирует Карателем, заставляя его убить заключённого-соперника, а позже организует побег Карателя.
В третьем сезоне он заключает сделку с ФБР, чтобы стать их информатором в обмен на домашний арест в Президентском отеле и на то, чтобы Ванессу не обвиняли в преступлениях Уилсона Фиска. Когда он начинает склонять на свою сторону некоторых сотрудников ФБР, включая Бенджамина Пойндекстера, Уилсон Фиск берёт себе имя Кингпин. Агент ФБР Рэй Надим даёт посмертные показания против Кингпина, который сражается с Сорвиголовой и парализует Декса. Сорвиголова спасает жизнь Кингпина и обещает, что оставит Ванессу невредимой в обмен на то, что он отправится на остров Райкера и не причинит вреда Карен или Фогги.
Д’Онофрио, который был выбран на роль Фиска в июне 2014 года, заявил, что он надеется, что его изображение Фиска — это новый взгляд на персонажа, и что это будет окончательное изображение персонажа. «Наш Фиск, он ребёнок и он монстр», — сказал Д’Онофрио. «Каждое движение, которое он делает, и всё, что он делает в нашей истории, исходит из его внутренней морали.» В декабре 2014 года ДеНайт подробно рассказал, что «у Фиска очень много разных аспектов, так что это только „Я хочу завоевать город и заработать много денег.“ В нашей истории мы рассказываем историю о том, как он встретил свою жену Ванессу и как они полюбили друг друга – у нашего антагониста на самом деле есть история любви. Это история любви, за которой вы следите, в которую вы вкладываетесь, и видите, как это влияет на него и меняет его ». Он также сказал, что «если вы ищете сочную, многогранную криминальную драму, Уилсон Фиск был очевидным выбором на роль антагониста… [он] действительно чувствовал себя подходящим инь-дополнением к ян для Мэтта и для того, что мы хотели сделать в этом сезоне». По поводу того, что Фиска не называли Кингпином в первом сезоне, как в комиксах, ДеНайт объяснил, что «Я думаю, что есть, осмелюсь сказать, критическая масса, когда всё становится немного глупо. Вы знаете, если бы в последние пять минут мы сказали: „О, они назвали его Сорвиголовой! О, они называли его Кингпином!“ Это немного чересчур. Кроме того, не было никакого реального естественного способа добраться до Кингпина. Это было немного не так. Есть точка на пути к этому». Обсуждая боевой стиль Фиска по сравнению с стилем Сорвиголовы, координатор трюков сериала Филип Дж Сильвера сказал: «Я чувствую, что они почти две стороны одной медали. Они оба делают что-то для своего города. И это сложная штука с их двумя персонажами. Я думаю, когда вы доводите персонажа Фиска до определённого момента, это просто превращается в чистую ярость, и весь мыслительный процесс вылетает в окно. … Жестокость с ним просто безжалостна. Когда он входит в этот режим, он просто продолжает идти, пока не закончит. И это всё. Он поведёт машину для вас. Это Кингпин, это Д’Онофрио. Он очень спокойный, расчётливый человек, но когда вы вызываете в нём ярость, он похож на бульдозер.» Коул Дженсен играет молодого Уилсона Фиска.
Маслански объяснила, что «у Уилсона Фиска специфический вид. Его выбор отражает человека, которым он является, и человека, которым он стал. Как и в случае с костюмами Мэтта Мёрдока, на меня повлияли комиксы с тем же условием, что они кажутся аутентичными и современными. Мы одели Фиска в современном стиле, облегающем тонкий силуэт. Это классика и последовательность. Его одежда была сшита на заказ высококвалифицированным портным Майклом Эндрюсом, который хорошо разбирается в деталях современного дизайна». Важным реквизитом, использованным для Фиска в сериале, являются запонки его отца, о которых Маслански сказала: «[Отец Фиска] купил бы их в 1950—х или 60-х годах — дизайн середины века. Мы искали идеальные старинные запонки. Наконец-то мы остановились на паре из чистого серебра с интересным отрицательным пространством. Из дальнейшего чтения мы знали, что нам понадобится много дубликатов. Я переделал их, добавив больше деталей — камень тигрового глаза и его часть, отлитую из золота. Они сохранили облик середины века, усовершенствованный, чтобы стать уникальным в мире.» Д’Онофрио повторяет роль в работах КВМ, созданных Marvel Studios, начиная с сериала Disney+ «Соколиный глаз» (2021).

### Фрэнк Касл / Каратель

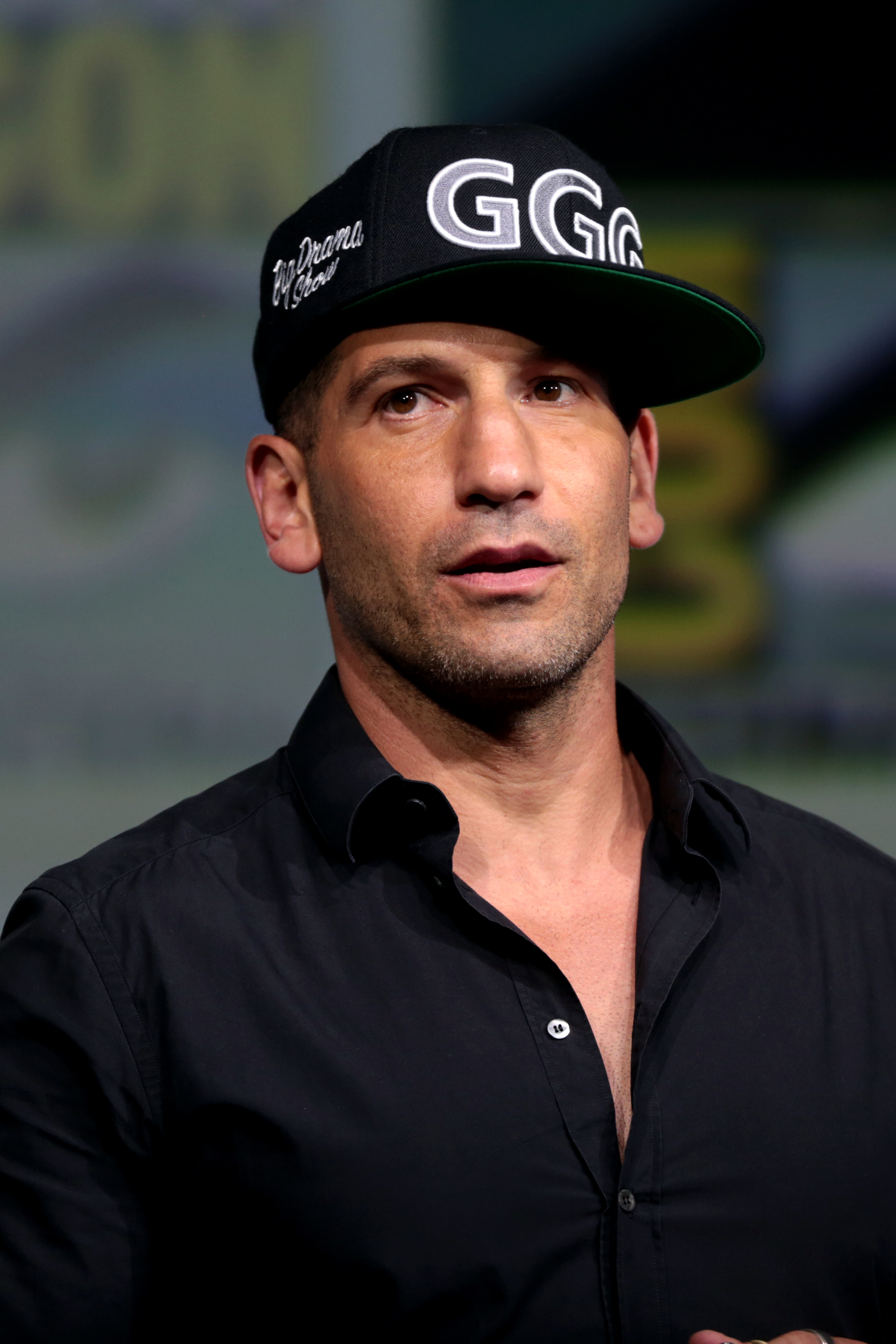
Джон Бернтал

Фрэнсис «Фрэнк» Касл-старший (актёр — Джон Бернтал) — линчеватель, который стремится очистить Адскую кухню любыми необходимыми средствами, независимо от того, насколько летальными будут результаты, за что СМИ прозвали его «Карателем».
В июне 2015 года Marvel объявила, что Джон Бернтал был выбран на роль Касла во втором сезоне. ДеНайт и сценаристы обсуждали введение персонажа в сцене после титров во время финала первого сезона, но не смогли из-за того, что Netflix начинает следующий эпизод во время титров текущего. В этой сцене Оулсли скорее сбежал бы, чем был бы убит Фиском, но лишь для того, чтобы быть убитым Каслом, чьё лицо не было бы раскрыто, но чья знаковая эмблема в виде черепа была бы изображена. ДеНайт чувствовал, что это «было правильное решение. Я думаю, что есть лучший, более органичный способ представить его миру». ДеНайт также отметил, что эта версия Карателя будет «полностью марвеловской версией», поскольку предыдущие изображения не появлялись под баннером Marvel Studios / Marvel Television. Он также чувствовал, что Каратель Бернтала не будет таким «графически жестоким», как в фильме «Каратель: Территория войны». Годдард чувствовал, что телевидение лучше всего подходит для персонажа, поскольку сценаристы «способны делать на маленьком экране вещи, которые подходят этому персонажу лучше, чем если бы нам пришлось смягчать его для фильмов». Шоураннеры второго сезона Даг Петри и Марко Рамирес говорили о создании своей версии по мотивам киноверсий, и Рамирес сказал: «Даже если вы знаете этого персонажа, вы никогда не видели его таким. Это было то, чего мы хотели. Есть четыре фильма, восемь часов и четыре актёра. Мы видели этого парня. Мы думаем, что знаем, кто он такой, но даже мы узнали, что он гораздо больше.» Петри сказал: «Мы надеемся заставить людей забыть то, что они видели раньше, независимо от того, понравилось им это или нет.»
Петри заявил, что Сын Сэма, Бернард Гетц и Трэвис Бикл из «Таксиста» были источником вдохновения для персонажа, а также текущие события, сказав: «Взять смертоносное правосудие в свои руки в Америке в 2015 году — это хитрое дерьмо. Мы не уклоняемся от богатой и сложной реальности сегодняшнего дня. Если у вас есть пистолет, и вы не из полиции, вы вызовете сильные чувства.» Он добавил, что сценаристы надеялись «расшевелить ситуацию» и «заставить людей задуматься» при наблюдении за Карателем. Бернтал добавил, что «Этот персонаж нашёл отклик у правоохранительных органов и военных....и самое лучшее в нём то, что если он вас оскорбляет, ему просто всё равно». Чтобы правильно настроиться на роль Касла, Бернтал тренировался с военнослужащими, а также проходил обучение владению оружием. Бернталу также «пришлось поместить себя в как можно более тёмное место», чтобы соединиться с «пустотой внутри» Касла, и изолировать себя, в том числе пройти по Бруклинскому мосту, чтобы попасть на съёмочную площадку, «чтобы избавиться от любого внешнего влияния радости».
Розарио Доусон, которая считала, что Мэтт Мёрдок вел себя как Каратель в первом сезоне, сочла, что «было бы действительно интересно посмотреть, как [сценаристы] различают» этих двоих во втором сезоне. Описывая персонажа, Бернтал сказал: «Как человека, который поставил свою [жизнь] на кон и действительно пошёл на величайшую жертву ради этой страны, участвуя в вооружённых силах. Он парень, который принёс войну домой самым худшим из возможных способов. Есть много повторений этого персонажа, и во всех них это человек, который пережил эту невероятную травму, и что интересно в нашем взгляде на него, так это то, как эта травма меняет его собственную философию.» Бернтал также рассказал о «сверхспособностях» персонажа, сказав: «Если я что-то и почерпнул из комиксов, так это, я думаю, сверхспособности… его суперсила — это его ярость. Его суперсила заключается в том, что он не собирается сдаваться и собирается идти вперёд, несмотря ни на что. И это настолько человеческое и обоснованное качество, насколько, я думаю, может быть у такого рода жанра.»

### Электра Начиос

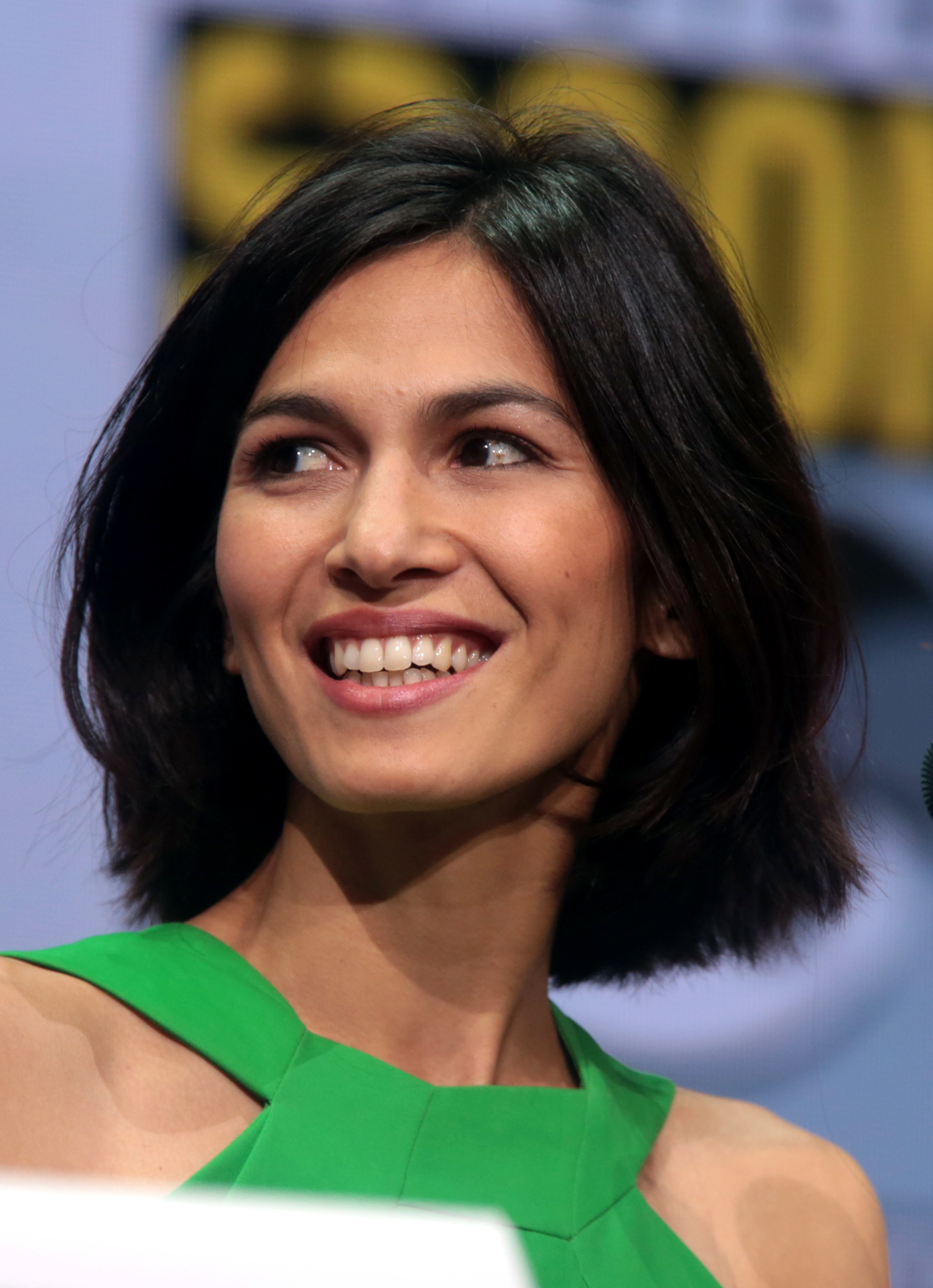
Элоди Юнг

Электра Натчиос (актриса — Элоди Юнг) — таинственная и опасная женщина из прошлого Мёрдока.
В июле 2015 года Marvel объявила, что Юнг была выбрана на роль Электры во втором сезоне, после того, как персонаж первоначально упоминался в первом сезоне. Описывая влияние Электры на Мёрдока, Петри назвал её «лучшей плохой девушкой, которая у тебя может быть. Она делает всё неправильно и привлекательно, она — дикая сторона [Мэтта]. Мэтт всегда укрощает свою дикую сторону. Электра просто выплескивает это наружу. Это вызывает у него одновременно отвращение и глубокое влечение». Говоря о персонаже, Юнг сказала: «То, что я пытался уловить, читая комиксы, — это то, что я хотел сохранить холодность, присущую Электре. И у меня были долгие беседы с Дагом [Петри] и Марко [Рамиресом]. Мы думаем, что Электра в некотором роде социопатка. Этот мир для неё — игра. Это похоже на шахматную партию, и её мотивирует то, чего она хочет. Она использует всё, что ей нужно, чтобы достичь своей цели, и если ей нужно убивать людей, она это сделает.» Тем не менее, «мы хотели создать персонажа с разными слоями. Я думаю, Электра неплохой человек. Она не очень хороший человек. Она человек с разными чертами характера, с разными слоями, и она ищет то, кем она является». Лили Чи играет молодую Электру.

### Блейк Тауэр
Блейк Тауэр (актёр — Стивен Райдер) — помощник окружного прокурора Нью-Йорка при Саманте Рейес, который помогает Сорвиголове «информацией, помогающей выслеживать и ловить преступников». После смерти Саманты Рейес Тауэр приведён к присяге в качестве нового окружного прокурора.
В сентябре 2015 года Райдер присоединился к актёрскому составу второго сезона в роли Тауэра.

### Мэгги Грейс
Маргарет «Мэгги» Грейс (актриса — Джоанн Уолли) — монахиня, которая глубоко заботится о безопасности Мёрдока. Выясняется, что она отстранённая мать Мердока. Изабелла Писакане изображает молодую Мэгги, когда она была послушница.

### Рэй Надим
Рауль «Рэй» Надим (актёр — Джей Али) — честный и амбициозный агент ФБР. Он — оригинальный персонаж, созданный для сериала, который работал с Сорвиголовой, когда дело доходило до борьбы с Уилсоном Фиском и Бенджамином Пойндекстером. После того, как он был убит Дексом по приказу Ванессы, Карен и Фогги передали властям собранную Рэем информацию после того, как они получили её от жены Рэя.
Али получил роль в марте 2018 года.

### Бенджамин «Декс» Пойндекстер
Бенджамин «Декс» Пойндекстер (актёр — Уилсон Бетел) — психопатический агент ФБР, который способен использовать практически любой предмет в качестве смертоносного снаряда. Кэмерон Манн изображает молодого Декса, в то время как Конор Профт изображает его в подростковом возрасте.
Бетел получил роль в ноябре 2017 года.

## Второстепенные персонажи

### Представленные в других телесериалах

#### Саманта Рейес
Саманта Рейес (актриса — Мишель Хёрд) — окружной прокурор Нью-Йорка, которая выступает против Нельсона и Мёрдока на процессе «Народ против Фрэнка Касла». Это связано с тем, что она сыграла определённую роль в смерти семьи Касла и скрыла их. Рейес убита снайпером, работающим на Кузнеца.
Хёрд повторяет свою роль из «Джессики Джонс».

### Представленные в первом сезоне

#### Пол Лэнтом
Отец Пол Лэнтом (актёр — Питер Макробби) — католический священник и доверенное лицо Мёрдока. Персонаж основан на второстепенном персонаже комиксов, который впервые появился в Runaways, том 2 #9 (декабрь 2005).
Макробби появляется на протяжении всего сериала в роли Лэнтома. Сценарист сериала Рут Флетчер Гейдж назвала Лэнтома «почти психотерапевтом Мэтта. Его использовали самыми разными способами. Мы хотели, чтобы он был кем-то, кто действительно обсуждал бы то, что Мэтт рассказывал ему.» Сценарист Кристос Гейдж добавил: «Отец Лэнтом действительно должен был стать катализатором, чтобы заставить Мэтта усомниться в его собственном взгляде на вещи и его собственных чувствах по поводу того, что он собирался делать.»
В 3 сезоне отец Лэнтом и сестра Мэгги тайно берут Мэтта к себе и ухаживают за ним, чтобы вернуть ему здоровье после событий в Midland Circle в «Защитниках». Позже в этом сезоне, когда Карен становится мишенью Фиска, он соглашается приютить её в церкви. Декс нападает на церковь в попытке убить Карен, и в ходе драки отец Лэнтом погибает, защищая её от одной из дубинок Декса. В конце финала 3-го сезона Мэтт произносит хвалебную речь в честь отца Лэнтома в церкви, где присутствуют Карен, Фогги, Марси, Эллисон, Бретт и Тауэр.

#### Тёрк Барретт
Тёрк Барретт (актёр — Роб Морган) — мелкий преступник, работающий на Уилсона Фиска, которого Сорвиголова избивает ради информации.

#### Бретт Махони
Бретт Махони (актёр — Ройс Джонсон) — сержант полиции 15-го участка Департамента полиции Нью-Йорка, который дружит с Мэттом Мёрдоком и Фогги Нельсоном. Фогги регулярно подкупает его сигарами для его матери. Он также является невольным союзником альтер эго Мэтта Сорвиголовы, снабжая его информацией по конфиденциальным вопросам. После того, как детектив Карл Хоффман явился с повинной и раскрыл правду об Уилсоне Фиске, было показано, что Махони смотрит на него с удовлетворением, когда ФБР арестовывает офицера Корбина и его коллег-коррумпированных полицейских за их связь с Уилсоном Фиском. Его повышают до сержанта-детектива в эпизоде «Одни сожаления» после того, как он взял на себя ответственность за арест Фрэнка Касла.

#### Карл Хоффман
Карл Хоффман (актёр — Дэрил Эдвардс) — детектив 15-го участка Департамента полиции Нью-Йорка и партнёр Кристиана Блейка, который тайно находится на стороне Уилсона Фиска. После того, как Хоффман был вынужден убить Блейка по приказу Уилсона Фиска, он скрывается с помощью Лиланда Оулсли, где становится мишенью полицейских на стороне Фиска. Будучи спасённым Сорвиголовой, Хоффман сдаётся сержанту Бретту Махони, что приводит к разоблачению Фиска и аресту его и тех, кто причастен к этому делу, со стороны ФБР.

#### Кристиан Блейк
Кристиан Блейк (актёр — Крис Тардио) — коррумпированный детектив из 15-го участка Департамента полиции Нью-Йорка, который тайно работает на Уилсона Фиска и сотрудничает с Карлом Хоффманом. После того, как Сорвиголова нападает на него и хватает его телефон, получая важную информацию, Фиск устраивает так, чтобы Блейк был застрелен снайпером ESU за пределами места противостояния вместе с двумя другими офицерами. Блейк выживает, и впоследствии Фиск приказывает Хоффману убить Блейка, введя яд в его капельницу. Последующее чувство вины Хоффмана за смерть Блейка заставляет его выступить против Фиска и донести на него в ФБР.

#### Гао
Мадам Гао (актриса — Вай Чин Хо) — опытная пожилая женщина, занимающаяся собственной торговлей героином в Адской кухне, которая сотрудничает с Уилсоном Фиском и Лиландом Оулсли, а также является боссом в Руке.

#### Нобу Йошиока
Нобу Йошиока (актёр — Питер Синкода) — японский бизнесмен и глава ветки Якудза, который сотрудничает с Уилсоном Фиском. Он также является членом Руки. Считается, что Нобу сгорел заживо во время боя с Мёрдоком. Позже Нобу возвращается, хотя и сильно израненный, возглавляя Руку в их попытках превратить Электру в Чёрное Небо. Нобу выманивает Сорвиголову и Электру, удерживая в заложниках всех, кого Сорвиголова когда-либо спасал. Во время битвы Нобу непреднамеренно убивает Электру, а затем Мёрдок сбрасывает его с крыши. Нобу снова оживает, но после его Стик ударяет его катаной в грудь, а затем обезглавает его.
Первоначально Deadline Hollywood сообщал, что имя персонажа Синкоды будет «Хатиро», имя, которое было дано другому персонажу во втором сезоне. О мотивах персонажа Cинкода сказал: «Я думаю, что он ведёт себя почти религиозно, как Мэтт, за исключением того, что ставки для Нобу могут быть выше, чем для Мэтта. Судя по тому, как я это разыграл, я предположил, что он может быть членом Руки, он часть какой-то программы, которая существует уже сотни лет. Я думаю, что у него есть глобальные планы. Они огромные. Они влияют не только на него.» В девятом эпизоде первого сезона сценаристы почти представили Кириги в качестве противника, с которым столкнётся Мёрдок, вместо Нобу.

#### Владимир Ранскахов
Владимир Ранскахов (актёр — Николай Николаефф) — член русской мафии, пытающийся сделать себе имя в Америке вместе со своим братом Анатолием. Позже он был убит полицейскими на стороне Уилсона Фиска, выигрывая время для Сорвиголовы, чтобы скрыться.

#### Джози
Джози (актриса — Сьюзан Варон) — владелица бара, который часто посещают Мёрдок, Нельсон и Пейдж. Основана на персонаже комиксов, которая впервые появился в Daredevil #160 (сентябрь 1979).

#### Дорис Урих
Дорис Урих (актриса — Адриан Ленокс) — больная жена Бена Уриха. Несмотря на госпитализацию, она полностью поддерживает своего мужа, когда он начинает расследовать преступления Уилсона Фиска. После того, как Бена убивают, Дорис посещает похороны и рассказывает Карен Пейдж, что Бен создал план страхования жизни, обеспечивающий её финансовую безопасность на всю оставшуюся жизнь. Основана на персонаже комиксов, которая впервые появилась в Daredevil #163 (март 1980).

#### Митчелл Эллисон
Митчелл Эллисон (актёр — Джеффри Кантор) — главный редактор New York Bulletin и босс Бена Уриха. В первом сезоне не верит выводам Уриха о незаконной деятельности Уилсона Фиска. Ко второму сезону Эллисон помогает Карен Пейдж с информацией, вращающейся вокруг Карателя и Кузнеца, и в конце концов предлагает Карен работу в New York Bulletin. В третьем сезоне Эллисон ранен Дексом Пойндекстером, выдающим себя за Сорвиголову, после чего он оказывает давление на Карен, чтобы она раскрыла ему личность Сорвиголовы.

#### Ширли Бенсон
Ширли Бенсон (актриса — Сюзанна Х. Смарт) — администратор больницы Метро-Дженерал.

#### Елена Карденас
Елена Карденас (актриса — Джудит Дельгадо) — одна из первых клиенток Нельсона и Мёрдока. Она живёт в многоквартирном доме, препятствующем плану Фиска. Позже Елену убивают по приказу Уилсона Фиска.
Было некоторое намерение, чтобы кончина Карденас была гораздо более графичной, когда персонаж был взорван, а после были найдены только её руки, хотя это было сочтено «заходящим слишком далеко». ДеНайт объяснил: «В итоге мы убили её позже, чтобы включить это в историю. И в то время мы думали: „Мы не можем взорвать её! Это уже слишком!“ А потом, конечно, восемь месяцев спустя я смотрю „Джессику Джонс“, и они взрывают ту старую соседку, и всё, что осталось, — это что-то вроде руки, и я думаю: „Эй, минуточку!“»

#### Марси Стал
Марси Стал (актриса — Эми Рутберг) — подружка Фогги Нельсона из колледжа. Она известна своим откровенным характером и ласково называет Фогги «медвежонком Фогги». В начале 1-го сезона её знакомят с работой в «Лэндман и Зак», где она начала работать после того, как Мэтт и Фогги уволились со стажировки. После того, как Мэтт и Фогги получают доказательства того, что партнёры Landman & Zack работают на Фиска, Фогги убеждает Марси помочь им, апеллируя к тому факту, что у неё «раньше была душа». После ареста Фиска Марси нанимается на работу в «Хогарт, Чао и Беновиц», позже рекомендуя Фогги Джери Хогарт, когда «Нельсон и Мёрдок» закрываются из-за последствий судебного процесса над Карателем. Рутберг была «удивлена», что её выбрали на эту роль, так как она «только что родила ребёнка и думала, что больше никогда не буду работать».
В 3-м сезоне Марси живёт вместе с Фогги и была рядом как источник утешения для Фогги, поскольку ему снятся кошмары о «смерти» Мэтта. Когда Фиска освобождают, Фогги приходит в ярость, обнаружив, что Блейк Тауэр отказывается возбуждать против Фиска государственное дело, потому что он баллотируется на переизбрание. Это заставляет Марси предложить Фогги баллотироваться на пост окружного прокурора в качестве кандидата, чтобы привлечь внимание к несправедливости Фиска. Позже, после того, как Декс чуть не убил Фогги во время нападения на Bulletin, он начинает расследовать одно из дел Марси, в котором аудитор Налоговой службы был привлечён к ответственности за пособничество албанцам, на которых донёс Фиск, что приводит его к пониманию, что Фиск планирует сделать себя единственным источником государственной защиты для преступников в городе. В конце сезона Марси замечена на похоронах отца Лэнтома, сидящей рядом с Фогги. Во время поминок после похорон она разочарована тем, что Фогги решил уступить гонку окружного прокурора Тауэру, но уважает его желание вернуться к бизнесу с Мэттом и Карен.

#### Стик
Стик (актёр — Скотт Гленн) — таинственный мастер боевых искусств и наставник Мэтта Мёрдока, которому уже за 90. Он лидер Непорочности, который ведёт войну против Руки и её стремления вернуть Чёрное Небо.
В сентябре 2014 года Marvel объявила, что Гленн присоединяется к сериалу в роли Стика. ДеНайт изначально хотел, чтобы на эту роль был приглашён Сонни Тиба, «но из этого ничего не вышло». Гленна, о котором сценаристы упоминали в ранних беседах, решили рассмотреть после его выступления в «Оставленных». Гленн никогда раньше не играл слепого персонажа, называя это сложной задачей — интегрировать слепоту, будучи мастером боевых искусств, и эмоциональный аспект персонажа. Он также добавил, что Стик был «на стороне большого объёма» трюков для шоу. Чтобы подготовиться к роли, Гленну пришлось «полностью изучить мир комиксов… и кто Стик [такой] в отношениях с Сорвиголовой».

#### Фрэнсис
Фрэнсис (актёр — Том Уокер) — глава службы безопасности Фиска, которому было поручено даже защищать Ванессу Марианну. После ареста Фиска Фрэнсис бежит на вертолёте вместе с Ванессой.

#### Мелвин Поттер
Мелвин Поттер (актёр — Мэтт Джеральд) — машинист, дизайнер и оружейник, который делает бронированные костюмы. В первом сезоне он прибегает к услугам Уилсона Фиска, а позже создаёт костюм Сорвиголовы. Во втором сезоне Поттер продолжает модернизировать костюм для Мёрдока и предоставляет костюм для Электры Начиос. В третьем сезоне фиксатор Феликс Мэннинг выслеживает Поттера, чтобы снабдить Декса Пойндекстера экипировкой Сорвиголовы, и в итоге его арестовывают за нарушение условно-досрочного освобождения.

### Представленные во втором сезоне

#### Луиза Дельгадо
Луиза Дельгадо (актриса — Мэрилин Торрес) — медсестра, которая работает в больнице Метро-Дженерал вместе с Темпл. Она убита членами Руки.

#### Хироти
Хироти (актёр — Рон Накахара) — высокопоставленный член Руки, работающий исполнительным директором Roxxon Energy Corporation.

#### Стэн Гибсон
Стэн Гибсон (актёр — Джон Пиркис) — бухгалтер Roxxon Energy Corporation, которого шантажировала Рука похищением его сына. Стэн ведёт Сорвиголову на Ферму, фабрику по производству наркотиков, которая также превращает детей в членов Руки. Сорвиголова спасает его сына, Гибсона и детей и отводит их в больницу Метро-Дженерал. Гибсон убит своим сыном с помощью скальпеля.

#### Бенджамин Донован
Бенджамин Донован (актёр — Дэнни Джонсон) — новый юрист и помощник Фиска из Donovan and Partners.

### Представленные в третьем сезоне

#### Николас Ли
Николас Ли (актёр — Стивен Роу) — один из адвокатов Фиска.

#### Тэмми Хэттли
Тэмми Хэттли (актриса — Кейт Юдолл) — специальный агент ФБР, начальник Рэя Надима и Декса. Позже она становится на сторону Кингпина, где убивает Уинна, чтобы Феликс Мэннинг мог заставить Рэя сотрудничать с Кингпином. В какой-то момент её жизни у нее было двое детей, один из которых был убит в результате инсценированного наезда. В рамках предсмертной акции Рэя Сорвиголова разоблачил действия Кингпина, в результате чего Хэттли и те, кто перешёл на сторону Кингпина, были арестованы.

#### Сима Надим
Сима Надим (актриса — Сунита Дешпанде) — жена Рэя Надима.

#### Сами Надим
Сами Надим (актёр — Ноа Хак) — сын Рэя Надима.

#### Уэллерс
Уэллерс (актёр — Мэттью Маккёрди) — агент ФБР в команде Рэя Надима, выполняющий функции охраны Фиска.

#### Тео Нельсон
Тео Нельсон (актёр — Питер Хэлпин) — старший брат Фогги Нельсона, который всю свою жизнь проработал в мясной лавке своей семьи.

#### Аринори
Аринори (актёр — Дэн Кастро) — агент ФБР в команде Рэя Надима, выполняющий функции охраны Фиска

#### Джули Барнс
Джули Барнс (актриса — Холли Синнамон) — молодая женщина, которая раньше работала с Дексом, а теперь он навязчиво преследует её.

#### Лим
Лим (актёр — Скотти Кроу) — агент ФБР в команде Рэя Надима, выполняющий функции охраны Фиска.

#### Дойл
Дойл (актёр — Ричард Прайоло) — агент ФБР в команде Рэя Надима, выполняющий функции охраны Фиска.

#### Джонсон
Джонсон (актёр — Дэвид Энтони Бульоне) — агент ФБР в команде Рэя Надима, выполняющий функции охраны Фиска

#### О’Коннор
О’Коннор (актёр — Сэм Слейтер) — агент ФБР в команде Рэя Надима, выполняющий функции охраны Фиска.

#### Уинн
Уинн (актёр — Эндрю Сенсениг) — агент ФБР в команде Рэя Надима, выполняющий функции охраны Фиска. Он был убит Тэмми Хэттли, чтобы заставить Рэя сотрудничать с Кингпином.

#### Феликс Мэннинг
Феликс Мэннинг (актёр — Джо Джонс) — помощник Кингпина, основанный на одноимённом персонаже из Daredevil #230.
Феликс отвечал за то, чтобы Ванессу перевезли в безопасное место, заставлял людей «исчезать», предоставил новую мастерскую Мелвину Поттеру, чтобы он мог сделать дубликат костюма Сорвиголовы для Бенджамина Пойндекстера, и помог Тэмми Хэттли заставить Рэя Надима сотрудничать с Кингпином. По приказу Ванессы Мэннинг приказал Пойндекстеру убить Надима. Позже Сорвиголова допросил его о планах Кингпина. После того, как ему рассказали о свадьбе Кингпина с Ванессой, Сорвиголова оставил его висеть на здании, и его увезли на носилках, пока он находился под стражей в полиции.

#### Миссис Шелби
Миссис Шелби (актриса — Келли МакЭндрю) — специалист по наблюдению Фиска.

## Приглашённые персонажи
Ниже приведён дополнительный список приглашённых звёзд, которые появляются в небольших ролях или играют значительные эпизодические роли. Персонажи перечислены по работам в КВМ или сезонах, в которых они впервые появились.

### Представленные в других телесериалах
- Джери Хогарт (актриса — Кэрри-Энн Мосс; впервые появляется во втором сезоне): Адвокат, которая нанимает Нельсона после того, как он расстаётся с Мёрдоком.[79]
- Розали Карбоне (актриса — Аннабелла Шиорра; впервые появляется в третьем сезоне): Действующий босс итало-американской мафиозной семьи и «влиятельный игрок» преступного мира, которая соглашается сотрудничать с Кингпином.[80]
- Страйбер (актёр — Роб Симмонс; впервые появляется в третьем сезоне): Капитан 15-го участка полиции Нью-Йорка.

### Представленные в первом сезоне
- «Вояка» Джек Мёрдок (актёр — Джон Патрик Хейден): Отец Мэтта Мёрдока, профессиональный боксёр, который был убит людьми Суини за то, что он отказался проиграть, когда Мэтт был маленьким.[61]
- Анатолий Ранскахов (актёр — Гидеон Эмери): Русский, пытающийся сделать себе имя в Америке вместе со своим братом Владимиром.[62] После того, как он прервал свидание за ужином между Фиском и Ванессой, Фиск обезглавил Анатолия дверцей машины.
- Силке (актёр — Питер Джерети): Мафиози и сообщник Роско Суини.
- Корбин (актёр — Анхель Роса): Коррумпированный полицейский из 15-го участка полиции Нью-Йорка, который тайно находится на стороне Уилсона Фиска. Позже он и его коллеги-коррумпированные полицейские были арестованы ФБР, когда незаконная деятельность Фиска была раскрыта.
- Семён (актёр — Алекс Фальберг): Русский наемный убийца, нанятый Анатолием и Владимиром.
- Сантино (актёр — Мойзес Асеведо): Сосед Клэр Темпл.
- Роско Суини (актёр — Кевин Нейгл): Фиксатор из ирландской мафии «Адской кухни», который организовал смерть Джека Мёрдока. В подростковом возрасте Мёрдок снова столкнулся со Суини и помешал Электре убить его. Вместо этого Мёрдок передал его полиции.
- М. Колдуэлл (актриса — Кассия Миллер): Секретарша из «New York Bulletin», которая тайно работала на Уилсона Фиска. Позже она была арестована ФБР, когда незаконная деятельность Фиска была раскрыта.
- Джозеф Пайк (актёр — Кевин Маккормик): Силовик, работающий на Фиска вместе со Стюартом Шмидтом. Они атаковали Карен Пейдж, но были побеждены Фогги Нельсоном. Основан на персонаже комиксов «Стайми», который впервые появился в Daredevil #164 (май 1980).
- Стюарт Шмидт (актёр — Брайант Кэрролл): Силовик, работающий на Фиска вместе с Джозефом Пайком. Они атаковали Карен Пейдж, но были побеждены Фогги Нельсоном. Основан на персонаже комиксов «Окосевшем», который впервые появился в Daredevil #165 (июль 1980).
- Стоун (актёр — Джейссон Финни, голос — Дэвид Соболов): Союзник Стика.[61][81]
- Билл Фиск (актёр — Доменик Ломбардоцци): Жестокий отец Уилсона Фиска,[82] который был убит молодым Уилсоном, чтобы защитить свою мать.
- Марлин Вистейн (актрисы — Филлис Сомервиль и Анджела Рид): мать Уилсона Фиска.
- Пэриш Лэндман (актёр — Ричард Бекинс): Коррумпированный соучредитель юридической фирмы «Лэндман и Зак», который на стороне Уилсона Фиска. Когда Лэндман заехал на стоянку своей фирмы, появилось ФБР и предъявило Лэндману ордер на его арест, когда незаконная деятельность Уилсона Фиска была раскрыта.
- Рэндольф Черри (актёр — Джонатан Уокер): Коррумпированный сенатор, работающий на жалованье Уилсона Фиска, который основан на персонаже комиксов, впервые появившемся в Daredevil #177 (декабрь 1981). Когда незаконная деятельность Уилсона Фиска была разоблачена, ФБР арестовало сенатора Черри, который заявил прессе, что он и Фиск не сделали ничего плохого.

Пэт Кирнан появляется в роли самого себя на протяжении всего сериала, в то время как Стэн Ли появляется на фотографии в 15-м участке полиции Нью-Йорка. В «Железном кулаке» персонаж Ли идентифицируется как капитан полиции Нью-Йорка Ирвинг Форбуш. Бонале Фамбрини появляется в роли Чёрного неба.

### Представленные во втором сезоне
- Джимми «Медведь» (актёр — Джон Бьянко): Член байкерской банды «Адские псы».
- Несбитт (актёр — Энди Мюррей): Лидер ирландской мафиозной банды Адской Кухни, известной как «Ирландская кухня», и работодатель Гротто до его смерти от рук Карателя.[59] Основан на персонаже комиксов, который появился в The Punisher том 7, #10 (октябрь 2004).
- Келли Кули (актёр — Пол Дрекслер-Мартелл): Член «Ирландской кухни» и сын Финна Кули. Он убит Карателем.
- Эллиот «Гротто» Гроут (актёр — Маккалеб Бёрнетт): Выживший после нападения Карателя на «Ирландскую кухню», который ищет защиты свидетелей.[85] Касл убивает его, когда Мёрдок отказывается сделать это.
- Макс (актёр — Булл): Пёс, который раньше принадлежал «Ирландской кухне», пока его не приютил Фрэнк Касл.
- Джерри (актёр — Рэй Ияничелли): Ветеран войны.
- Финн Кули (актёр — Тони Карран): Гангстер «Ирландской кухни», чей сын был убит Карателем. Он был убит Карателем, когда он угрожал Максу. Карран также исполняет роль Бёра в фильмах Кинематографической вселенной Marvel.[86]
- Томпсон (актёр — Кэтт Мастерсон): Напарник Махони, когда его повышают до сержанта-детектива.
- Синтия Бэтцер (актриса — Дейрдре Мэдиган): Судья, назначенная на судебное разбирательство по делу «Народ против Фрэнка Касла».
- Грегори Теппер (актёр — Эрик Майкл Джиллетт): Ведущий судебно-медицинский эксперт по убийствам Касла.
- Рэй Шуновер (актёр — Клэнси Браун): Командир Касла в Корпусе морской пехоты, который стал наркобароном «Кузнецом» и был ответственен за убийство семьи Касла.[87] Его позже убивает Фрэнк. Также он появляется во флэшбэке первого сезона «Карателя».
- Брайан Кули (актёр — Валентино Мусумечи): Сын Финна Кули и брат Келли Кули. Во время суда над Карателем Брайан разглагольствовал о том, что Каратель убил его отца, в результате чего судья Бэтцер удалила его из зала суда и попросила присяжных проигнорировать эту вспышку гнева.
- Даттон (актёр — Уильям Форсайт): Главарь подпольной контрабандной группировки в тюрьме, где Фиск содержится до суда.[87] После попытки запугать Фиска, Фиск в конце концов манипулирует Фрэнком, заставляя его убить Даттона и всю его команду, а затем завладевает кольцом Даттона.
- Дэниел Гибсон (актёр — Лукас Эллиот Эберл): Сын Стэна, который работает инкубатором на химической ферме Руки.
- Жак Дюшамп (актёр — Жилль Марини): Сообщник Стика, посланный им, чтобы убить Электру.[79]
- Стар (актёр — Лоуренс Мейсон): Член Непорочности, убитый Стиком, чтобы защитить Электру.[88]

Эллисон Уинн, Даг Плаут, Массиэль Мордан и Шари Абдул исполняют роли инкубаторов на химической ферме Руки вместе с Дэниелом Гибсоном.

### Представленные в третьем сезоне
- Нихар Надим (актёр — Файер Каизи: Брат Рэя Надима.
- Саанви Надим (актриса — Нандита Шеной): Невестка Рэя Надима и жена Нихара, страдающая от рака.
- Неда Каземи (актриса — Дина Шихаби): Женщина, которую спасает Мэтт, когда он возвращается как Сорвиголова.
- Ростам Каземи (актёр — Крис Коломбо): Отец Неды, которого спасает Мэтт, когда он возвращается как Сорвиголова.
- Джаспер Эванс (актёр — Мэтт ДеАнджелис): Албанец, нанятый Фиском, чтобы зарезать его в тюрьме. После тайного освобождения, Джаспера позже убивает Декс, выдающий себя за Сорвиголову.
- Анна Нельсон (актриса — Дейрдре О’Коннелл): Мать Фогги и Тео.
- Эдвард Нельсон (актёр — Майкл Мулерен: Отец Фогги и Тео, который руководит Nelson's Meats.
- Тимми Нельсон (актёр — Джон Фрэнсис Макнамара): Дядя Фогги и Тео.
- Джини Нельсон (актриса — Энн Карни): Тётя Фогги и Тео
- Рути Нельсон (актриса — Арден Вульф): Племянница Фогги и Тео
- Джонатан О’Райлли исполняет роль племянника Фогги и Тео.
- Рамзи (актёр — Энди Люсиен): Агент ФБР в команде Рэя Надима, выполняющий функции охраны Фиска.
- Риггл (актёр — Билл Уинклер): Смотритель острова Райкера.
- Лили Эллисон (актриса — Мередит Селенджер): Жена Митчелла Эллисона.
- Джейсон Эллисон (актёр — Крис Карфицци): Племянник Митчелла Эллисона, который работает с Карен.
- Майкл Кем (актёр — Люк Робертсон): Заключенный преступник, которому «Нельсон и Мёрдок» помогли добиться смягчения приговора.
- Вик Юсуфи (актёр — Джеймс Бибери): Албанский лидер, который находится в заключении на острове Райкера и замышляет месть Фиску за его предательство. Он приказал своим людям вывезти Мэтта Мёрдока с острова Райкера среди хаоса.
- Брэдли (актёр — Гэри Хилборн): Dex's supportive baseball coach from his youth.
- Айлин Мёрсер (актриса — Хайди Армбрустер): Терапевт, который тесно работает с Дексом, чтобы контролировать его эмоции.
- Альварес (актриса — Кимберли Алексис Флорес): Агент ФБР в команде Рэя Надима, выполняющая функции охраны Фиска.
- Пакстон Пейдж (актёр — Ли Тергесен): Религиозный отец Карен, живущий в Фейган-Корнерс, Вермонт. После смерти Кевина, будучи поглощённым потерей Кевина, Пакстон посоветовал Карен уйти. Когда Карен звонит ему после бойни в «Daily Bulletin», Пакстон испытывает облегчение от того, что Карен жива. Когда она спрашивает, может ли она ненадолго вернуться домой, Пакстон заявляет, что сейчас неподходящее время.
- Бетси Битти (актриса — Карина Касиано): Офицер по условно-досрочному освобождению Мелвина Поттера и любовный интерес, которому Фиск угрожал жизнью в прошлом. После того, как Поттер был арестован, и она только что арестовала кого-то за нарушение условно-досрочного освобождения, к Бетси подошёл Сорвиголова, который рассказал ей о том, что случилось с Поттером, и посоветовал ей уехать из города, прежде чем те, кто использовал Поттера, придут за ней.
- Джон Хаммер (актёр — Эзра Найт): Криминальная фигура в Нью-Йорке.
- Эверетт Старр (актёр — Нед Ван Зандт): Криминальная фигура в Нью-Йорке. Убит Дексом, когда он отказался от предложения Кингпина.
- Латмер Зил (актёр — Стивен Аксельрод): Криминальная фигура в Нью-Йорке.
- София Картер (актриса — Кори Диокино): Криминальная фигура в Нью-Йорке.
- Кевин Пейдж (актёр — Джек ДиФалько): Брат Карен Пейдж и сын Пакстона Пейджа, погибшего в автомобильной катастрофе. Его смерть была скрыта шерифом Берни.
- Тодд (актёр — Уилл Страут): Бывший парень Карен Пейдж, с которым она продавала наркотики.
- Эстер Фальб (актриса — Лесли Энн Уоррен):[89] Законный владелец картины «Кролик в метели», которая возвращает её себе, как только Фиск изначально попадает в тюрьму. Позже она была убита Дексом.
- Бесс Махони (актриса — Шэрон Хоуп): Мать Бретта Махони.
- Доктор Ояма (актёр — Гленн Кубота): Хирург, который лечит позвоночник Декса после того, как он был сломан Фиском.

Рой Томас появляется в эпизодической роли в эпизоде «Исподтишка» в роли заключённого в Райкере, который становится свидетелем того, как Кемп избивает Мёрдока под псевдонимом Фогги Нельсон.